# Typologie de la céramique grecque
Pour des articles plus généraux, voir Céramique grecque antique et Typologie de la céramique antique.
La typologie de la céramique grecque désigne la classification des multiples formes de la céramique grecque antique, très largement utilisée et répondant à différents besoins et usages.

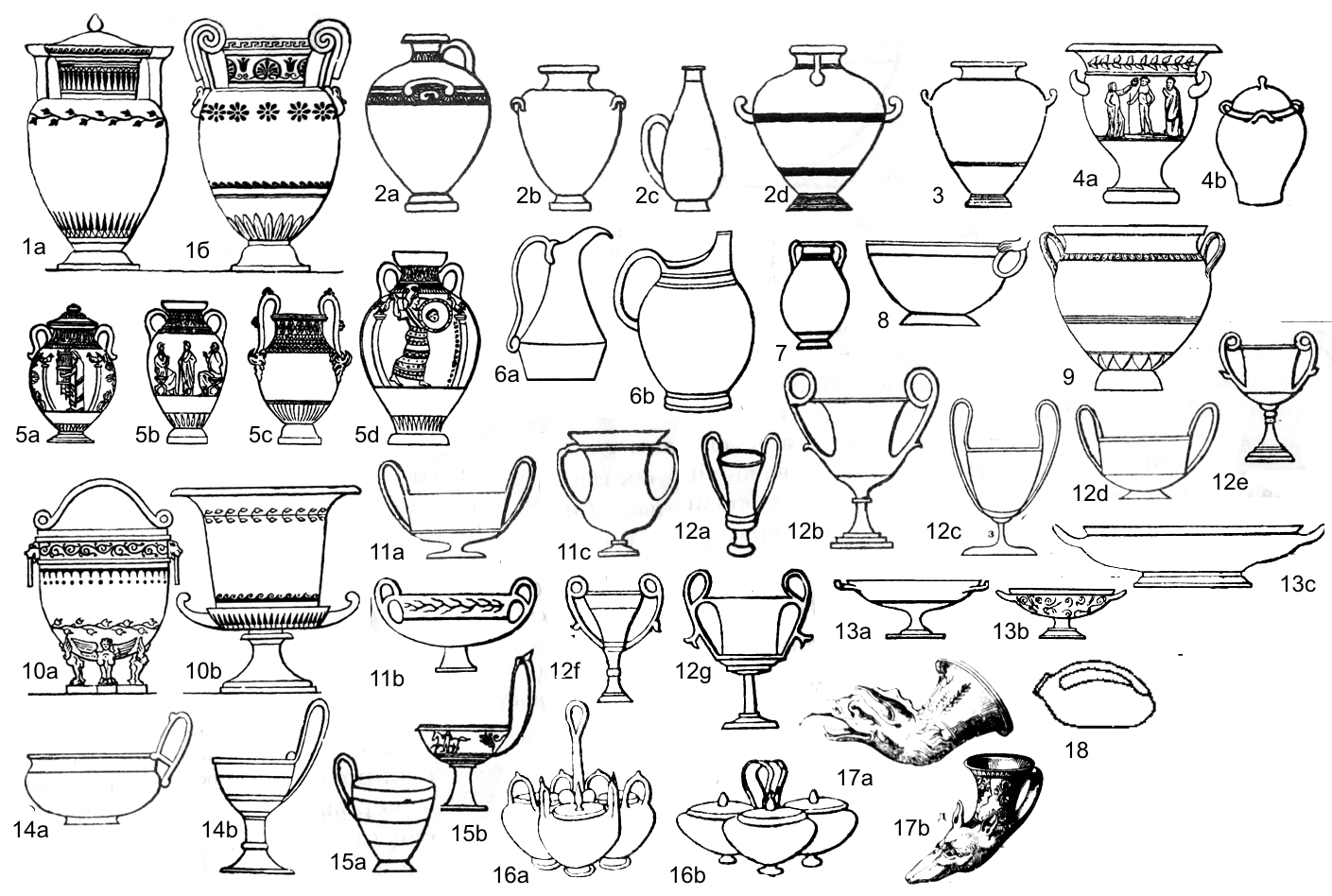
Formes de céramiques grecques. (1a-b) amphore ; (2a-d) hydrie ; (3) stamnos ; (4) krossos ; (5) amphore panathénaïque ; (6) œnochoé ; (7) pélikè ; (8) lékanis ; (9) kélébé ; (10) cratère ; (11) karceison ; (12) canthare ; (13) kylix ; (14) cotyle ; (15) kyathos ; (16) kilox ; (17) rhyton ; (18) askos. Hermann Weiss (1822-1897), История культуры народов мира. Древняя Греци (Histoire de la culture des peuples du monde. La Grèce ancienne), Moscou, 1903.

## Types de vases
On peut regrouper les différents vases grecs en plusieurs catégories. Il s'agit là d'une typologie moderne, rigidifiée pour la commodité de la description. En réalité, le nom donné aujourd'hui à un vase ne correspond pas nécessairement au nom que lui donnaient les Grecs : un lécythe pouvait très bien être qualifié d'aryballe. De même, un vase n'était pas limité à un usage précis : une amphore pouvait transporter bien autre chose qu'un liquide. Enfin, les potiers réalisaient souvent des vases plastiques, adoptant en partie une forme humaine, animale ou végétale.

### Conservation des boissons et aliments

#### Amphore
L'amphore, vase le plus connu de l'Antiquité, était dévolue à la conservation et au transport de liquides (le vin, l'huile d'olive), mais aussi les grains. L'amphore a une forme oblongue, avec une pointe étroite à la base, ou un pied. Les amphores ont un col étroit, une panse ovoïde, et deux anses. Celles avec pointes étaient destinées au transport sur de longues distances, la pointe facilitant la manutention et le rangement dans les cales des navires.
L'amphore panathénaïque récompensait les vainqueurs des épreuves des Panathénées.
À  Rome comme en Grèce, l'amphore était une unité de mesure, valant 19,65 litres à Athènes et 26,26 litres à Rome, qui en conservait un étalon au Capitole.

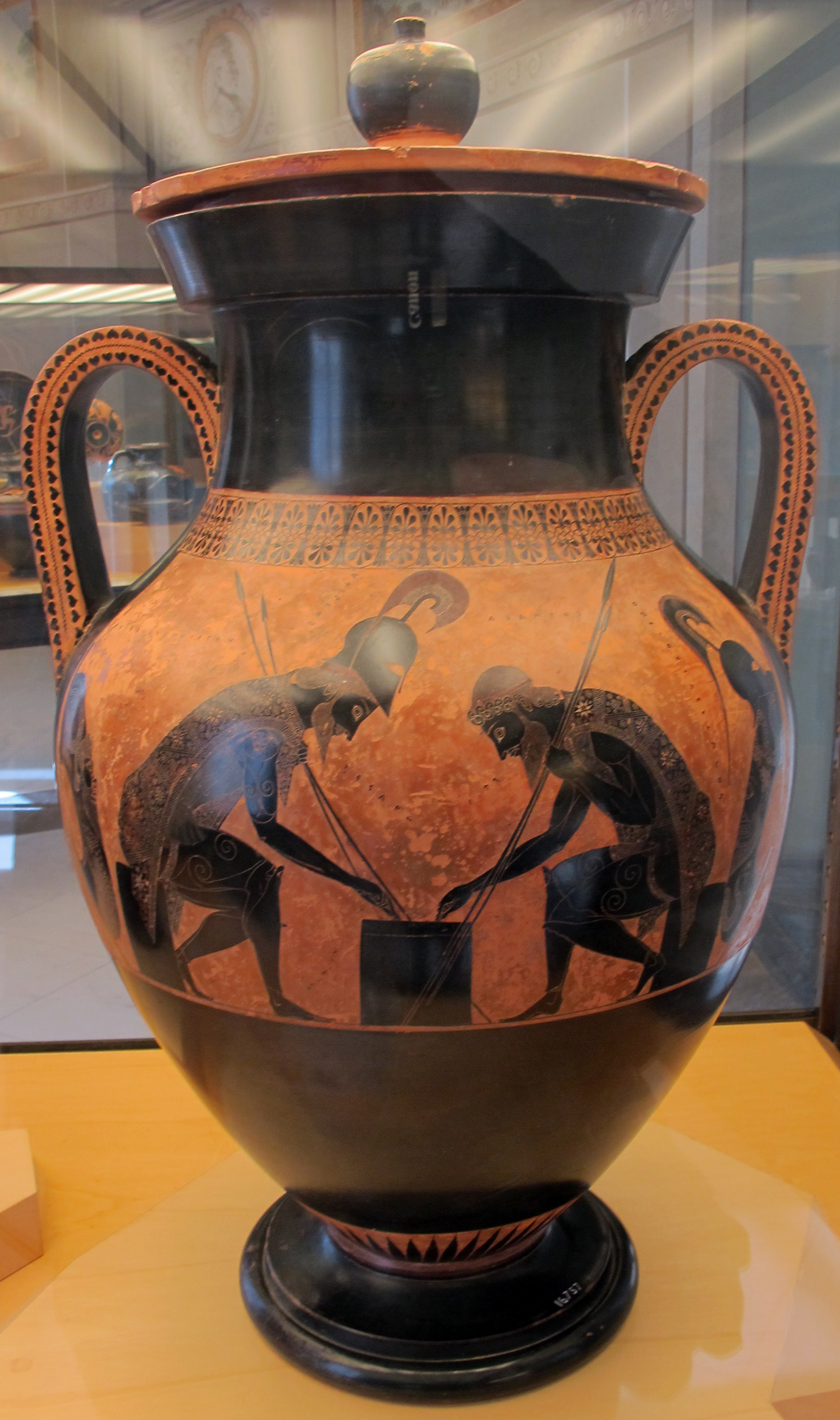
Amphore à panse, type A
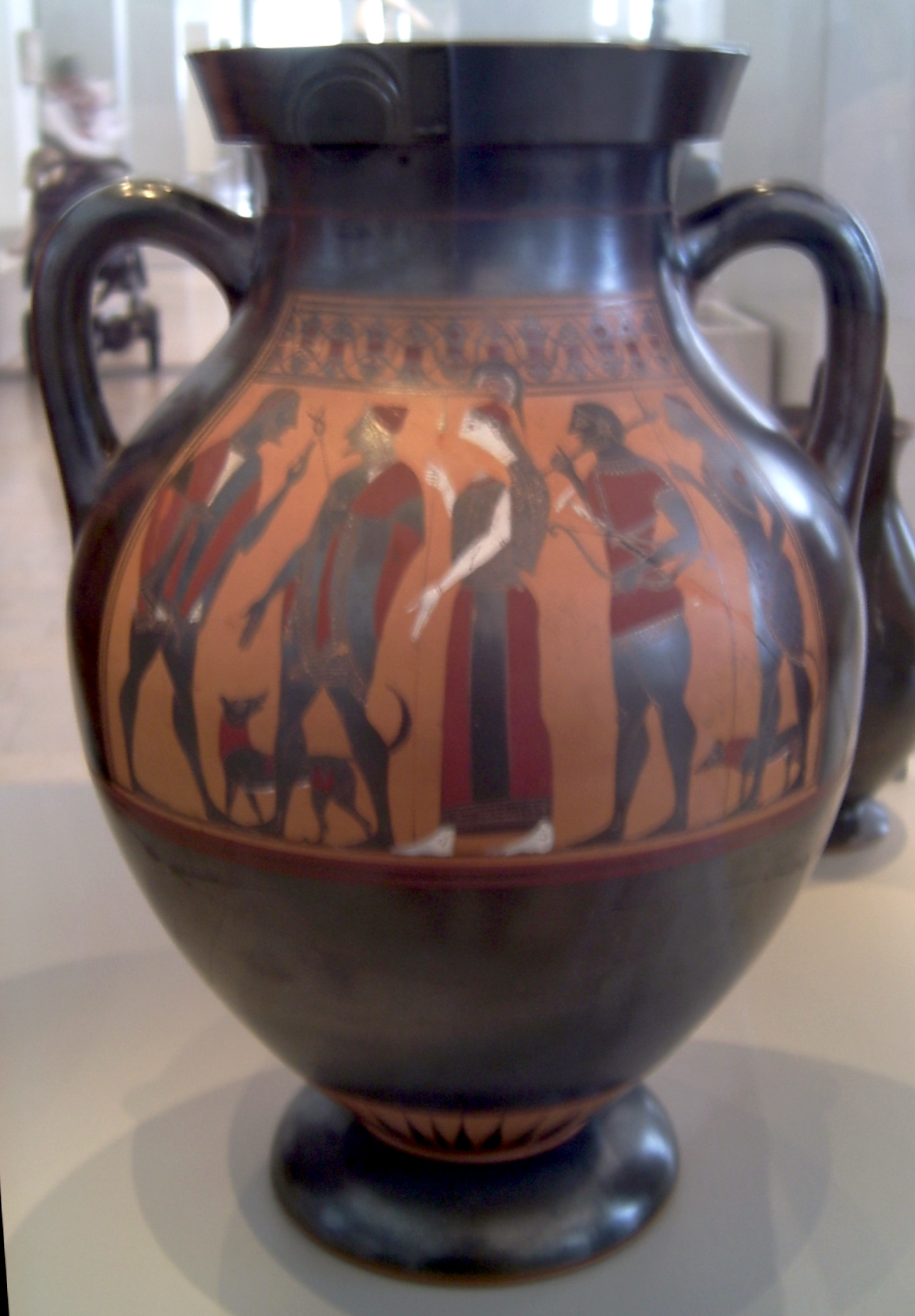
Amphore à panse, type B
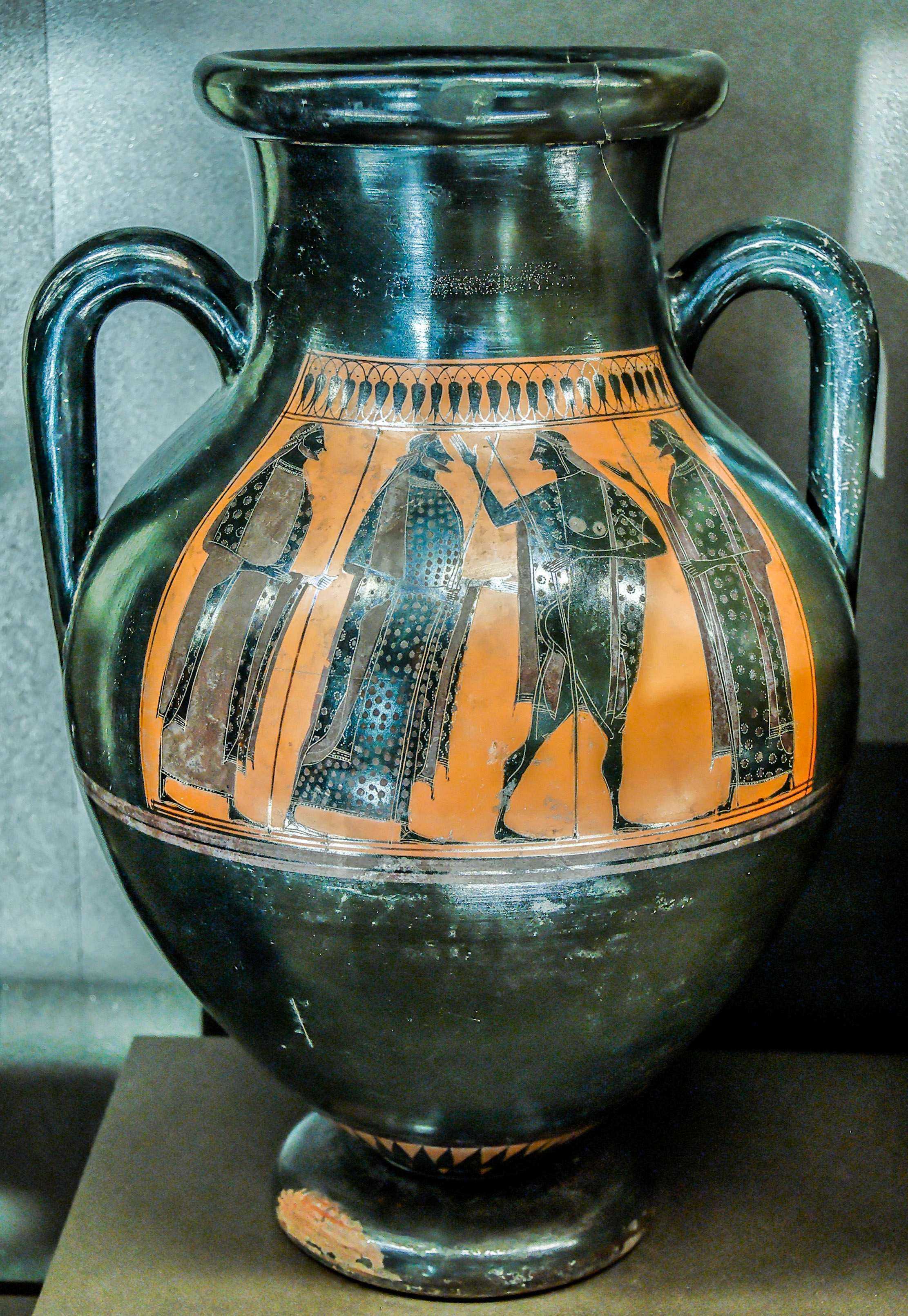
Amphore à panse, type C

#### Lébès et dinos
Le lébès est un vase ample à fond rond posé sur un support élevé, utilisé dans le rituel du mariage. Voir aussi Dinos, forme semblable destinée au mélange de l'eau et du vin.

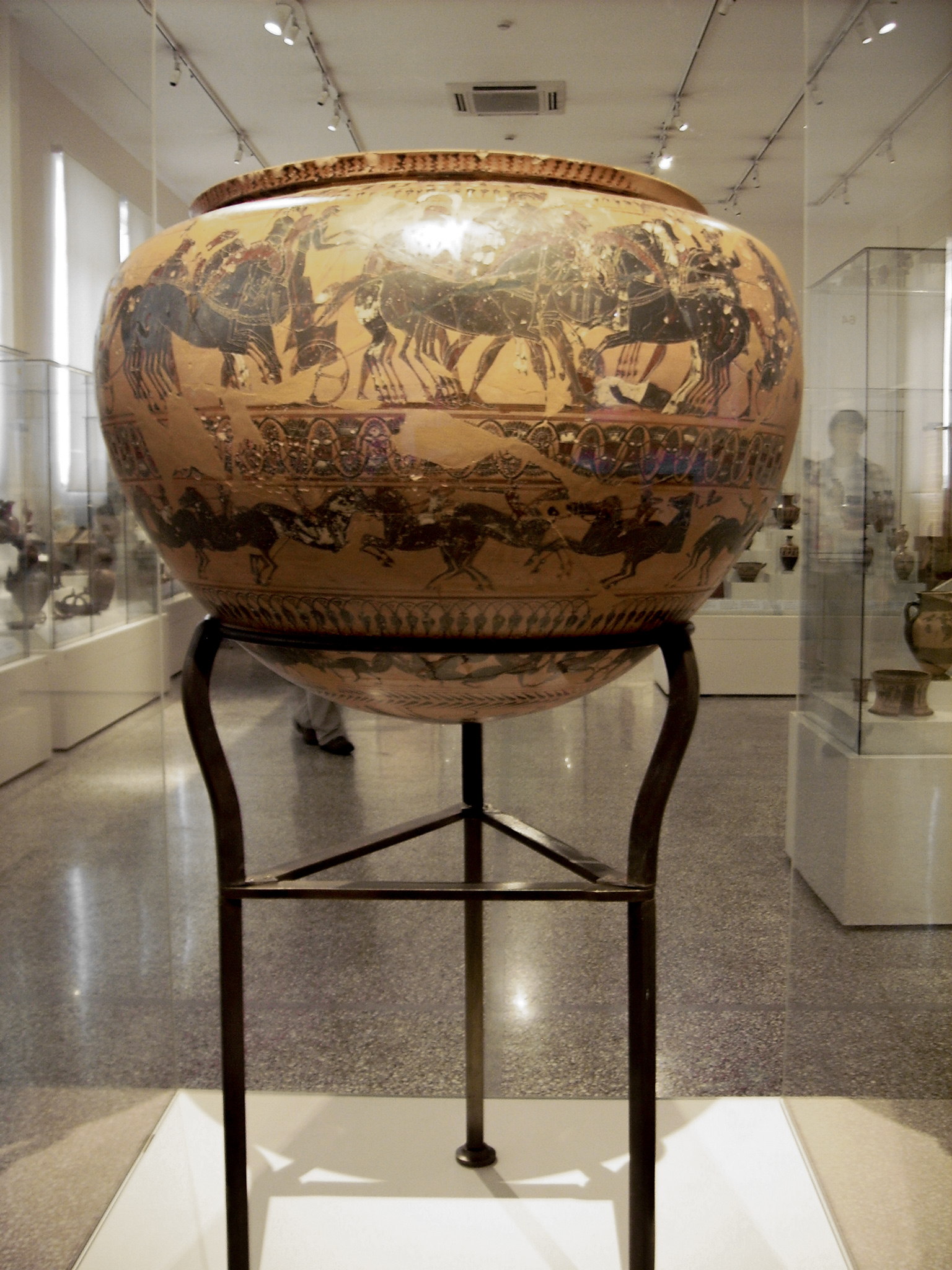
Lébès attique à figures noires, c. -570, sur un support moderne.

#### Pélikè
Vase pansu à deux anses verticales, pour la conservation des denrées.

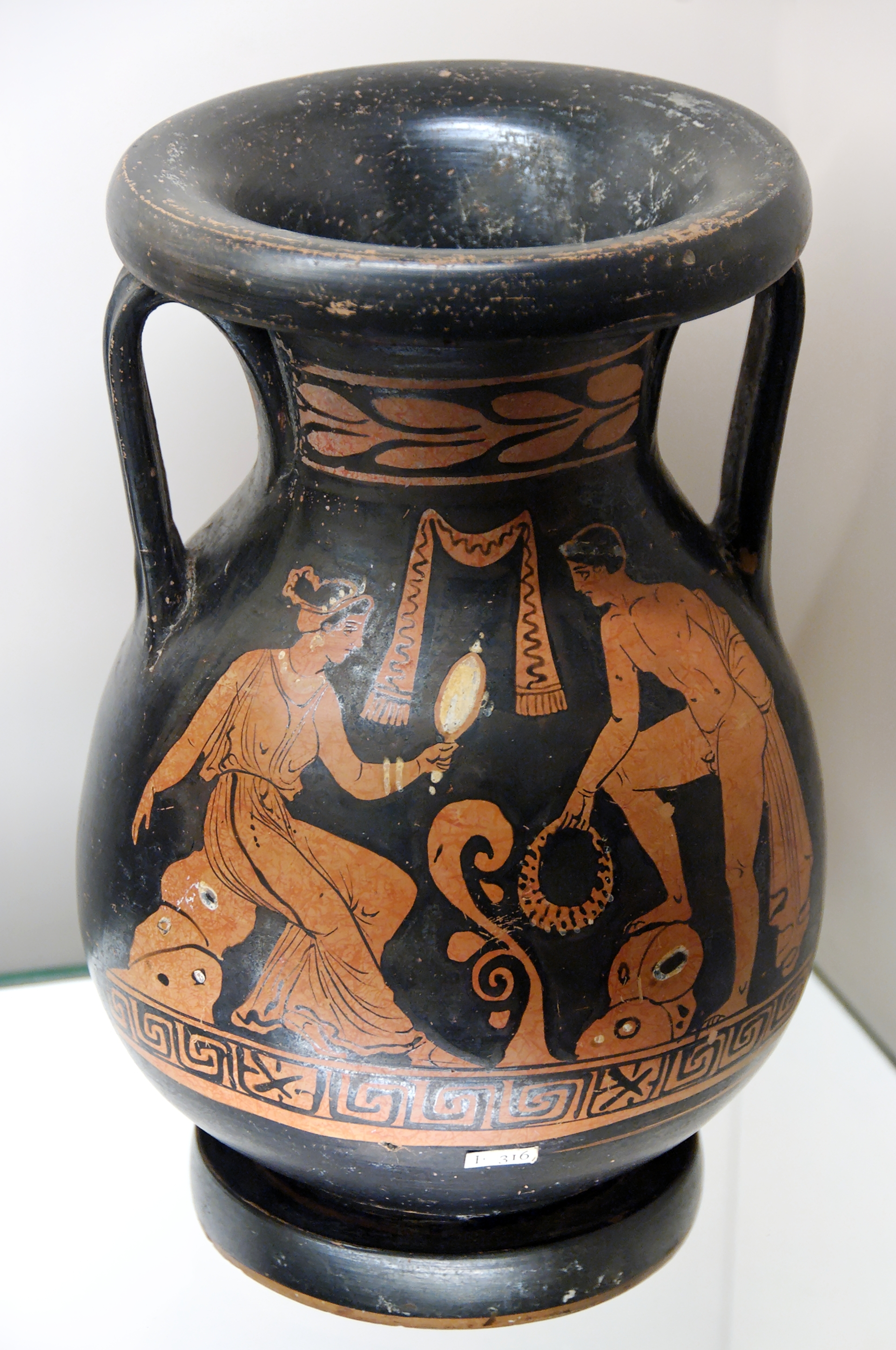
Pélikè apulienne à figures rouges du Peintre de Dijon, c. -370.

#### Pithos
Le pithos (πίθος), pluriel pithoi, est une très grande jarre servant à stocker des denrées comme des céréales et des liquides dans les entrepôts et les grandes habitations.

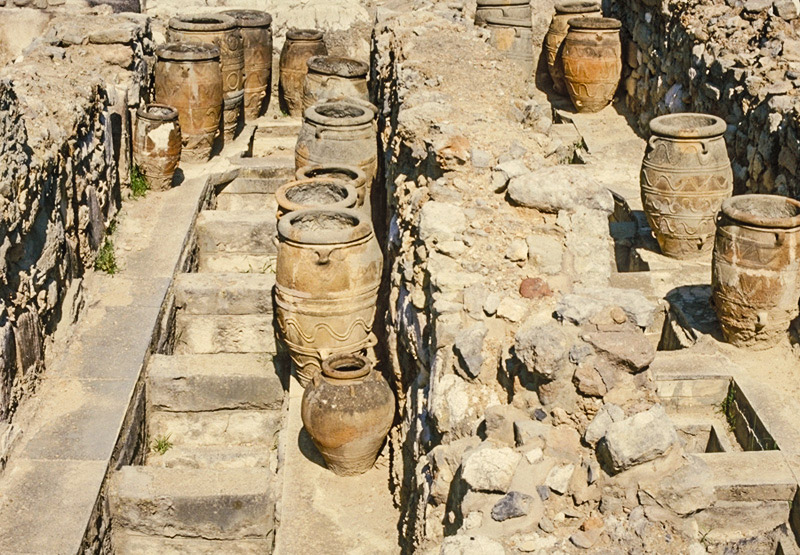
Alignement de pithoi dans un entrepôt, à Cnossos.
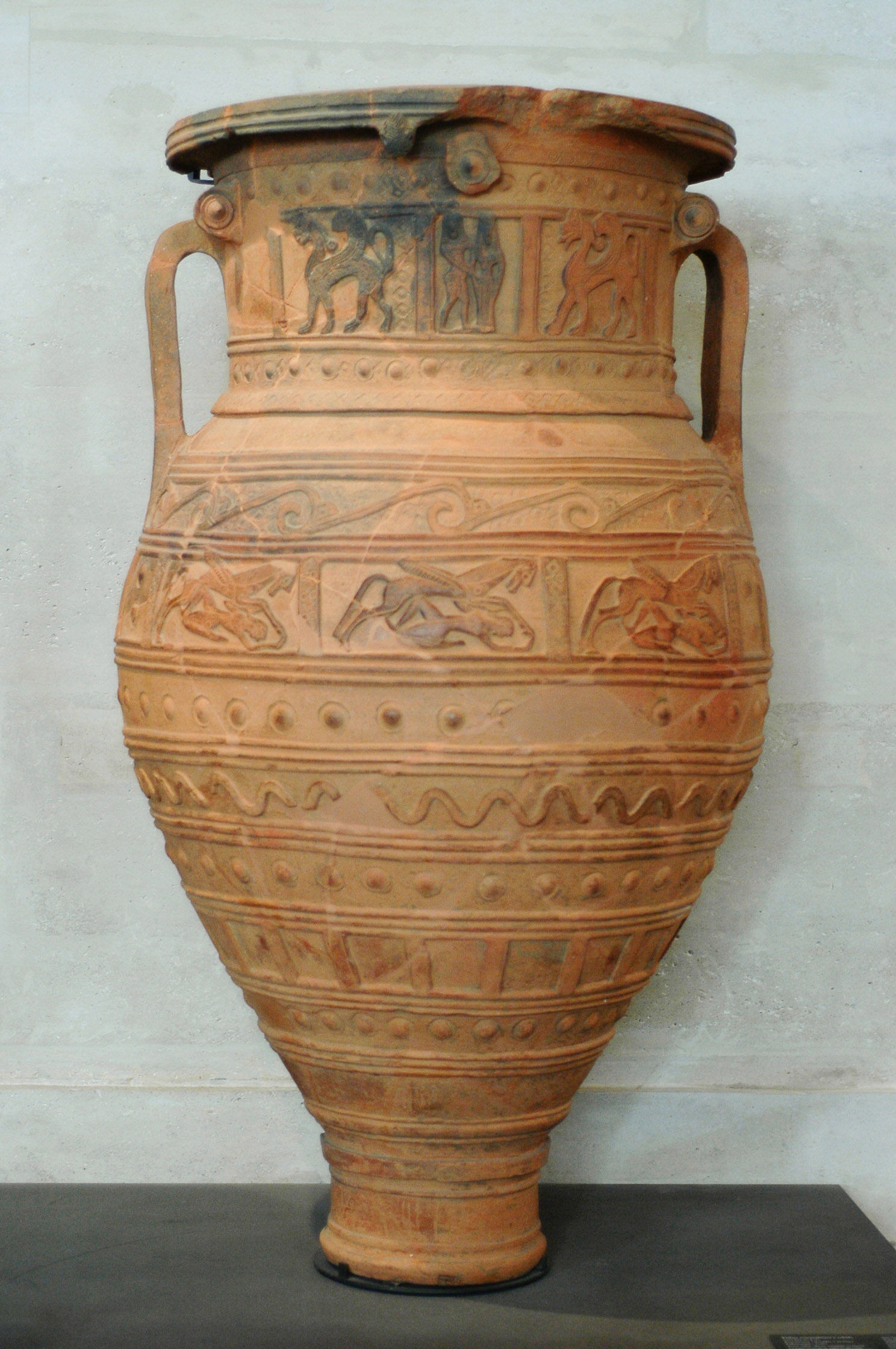
Un pithos de 675 av. J.-C. environ, provenant de Crète.
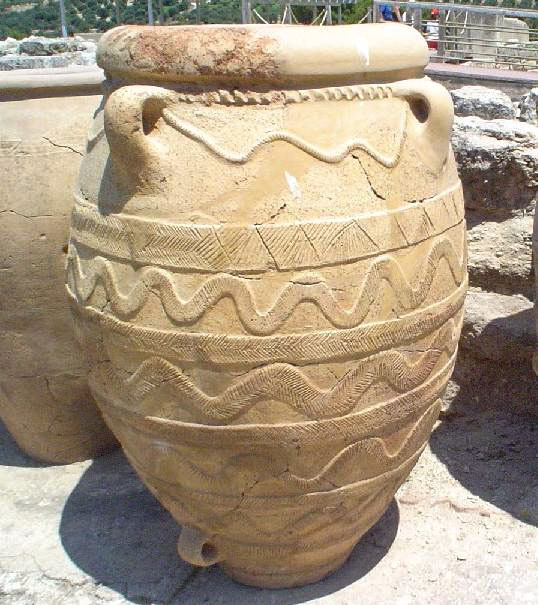
Un autre pithos crétois, plus petit, probablement non enterré.

#### Stamnos
Le stamnos (pluriel : stamnoi) est un vase servant à mélanger et conserver le vin. Il a un col court, une panse haute et des anses horizontales. Il peut être de bronze ou de terre cuite.

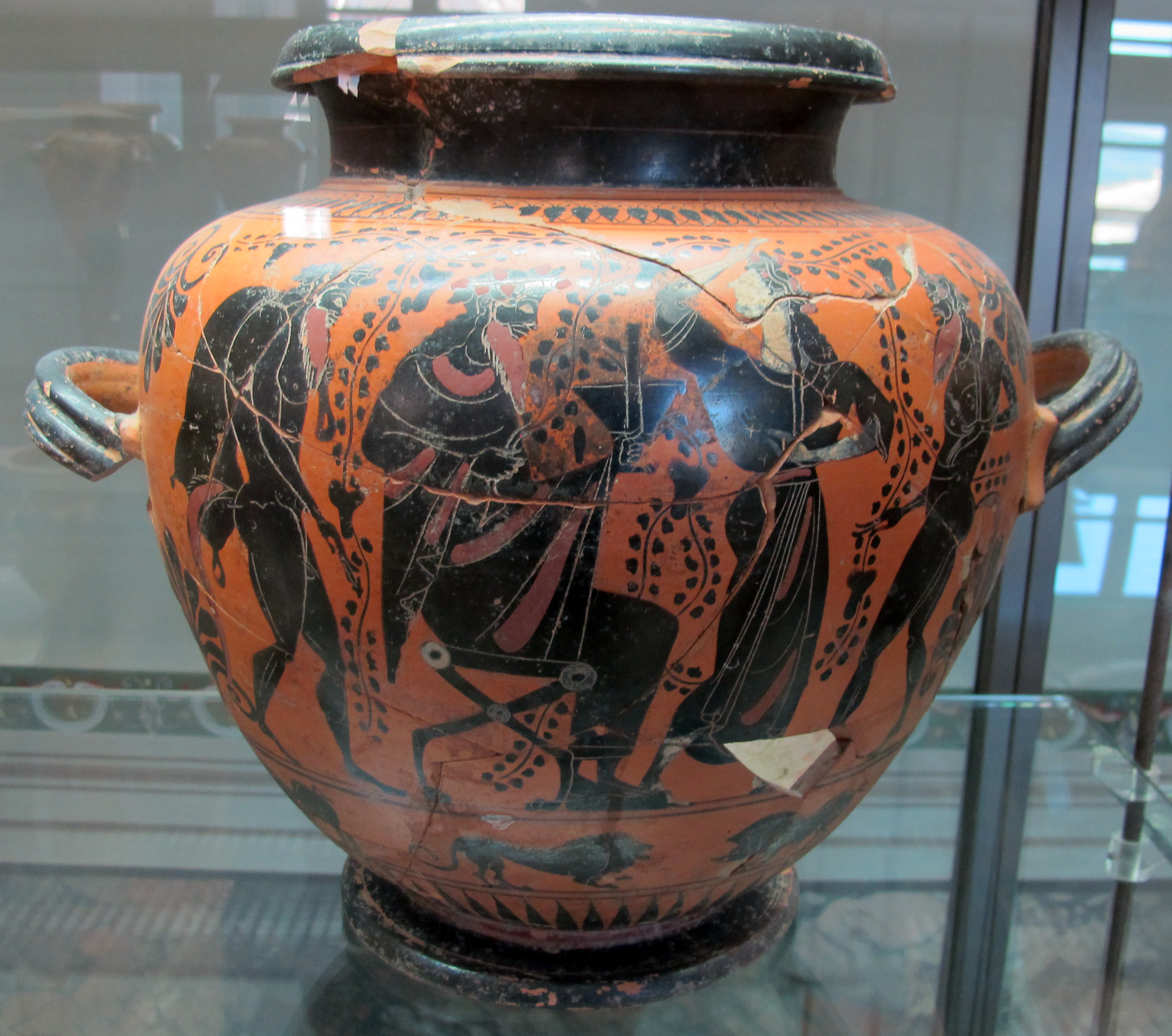
Thiase dionysiaque : stamnos étrusque à figures noires, c. -520.
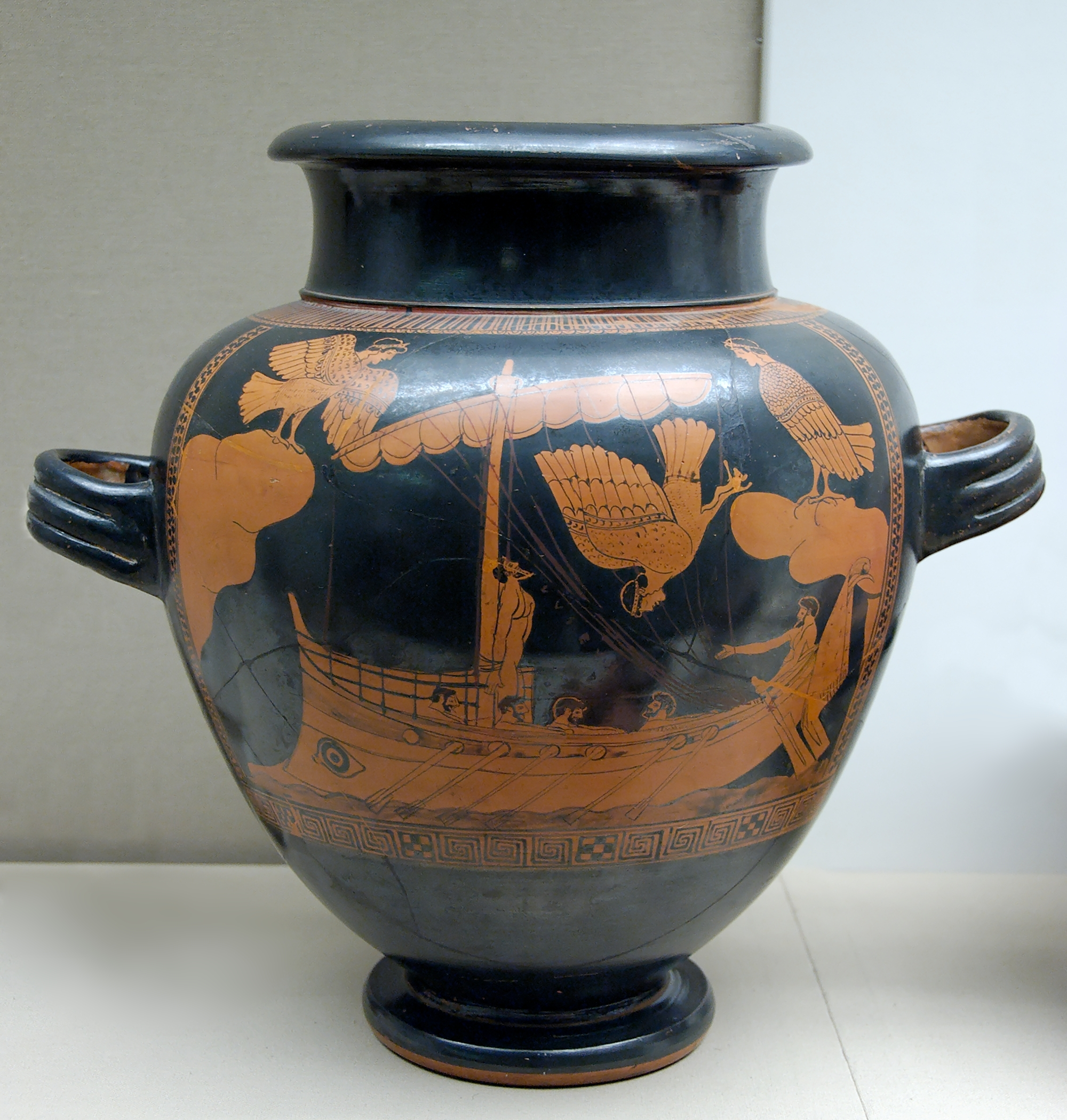
Ulysse et les Sirènes, stamnos attique à figures rouges, c. -480.

### Vases à eau

#### Hydrie
L'hydrie est un vase à large panse et col étroit, à deux ou quatre anses. Elle servait à puiser l'eau, et à la transporter jusqu'au domicile. On représente souvent les femmes de l'Antiquité avec une hydrie sur l'épaule ou la tête.

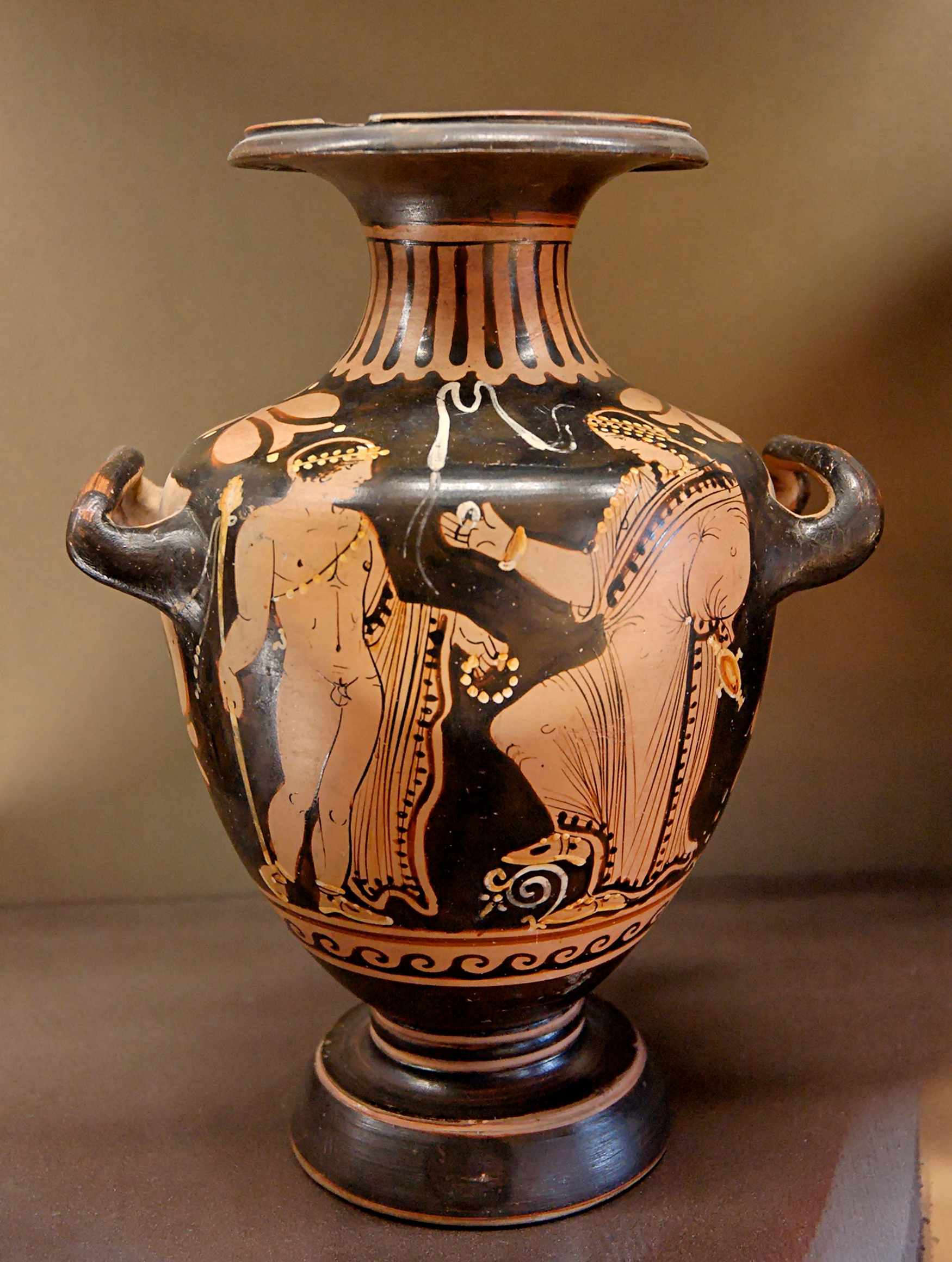
Satyre et femme. Hydrie à épaules. Paestum, c. -360.
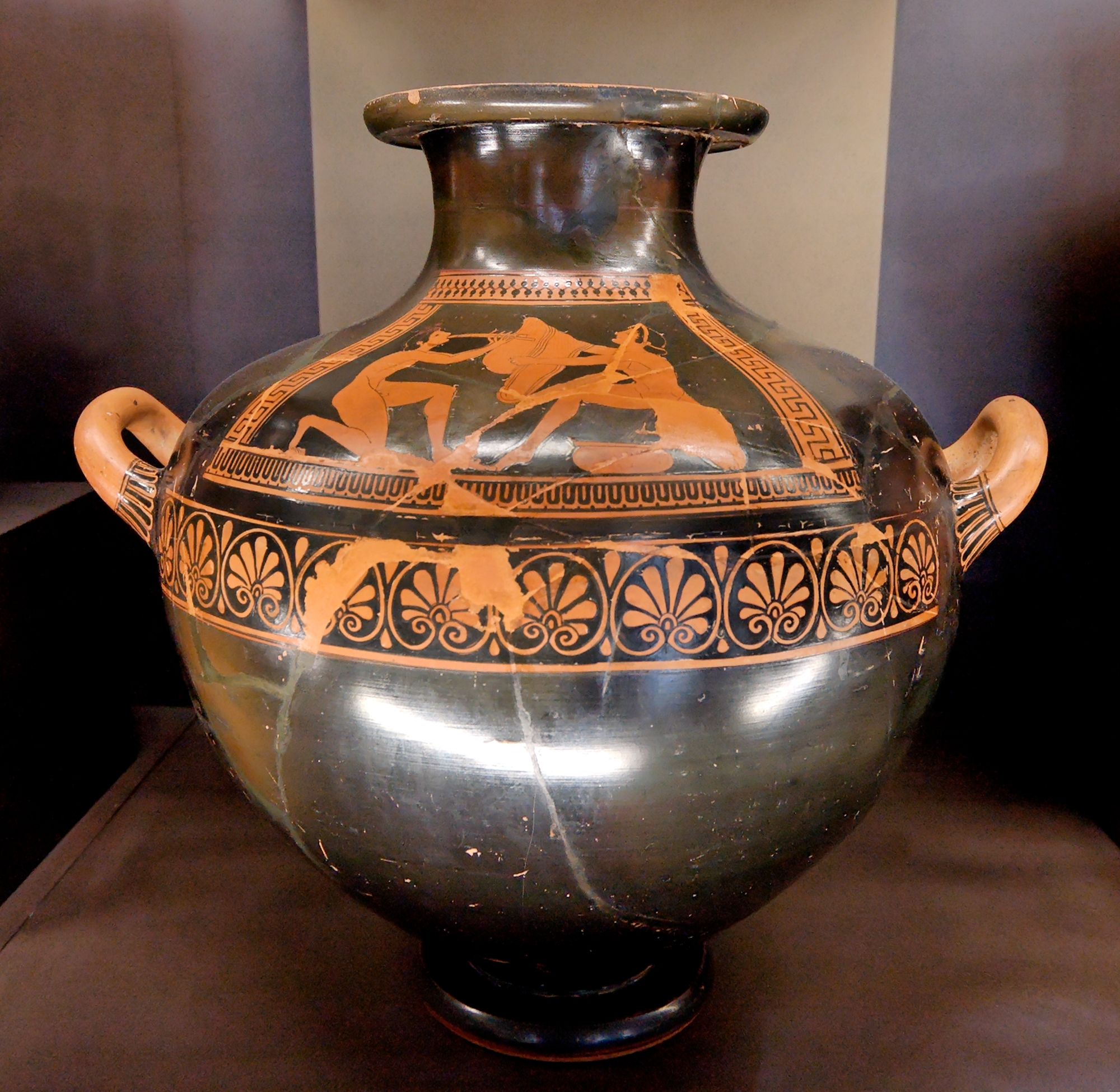
Comaste et femme urinant, Kalpis attique, c. -500.

#### Loutrophore
La loutrophore est un vase à col étroit, à deux ou quatre anses. Elle sert à contenir l'eau pendant les rituels de mariages.

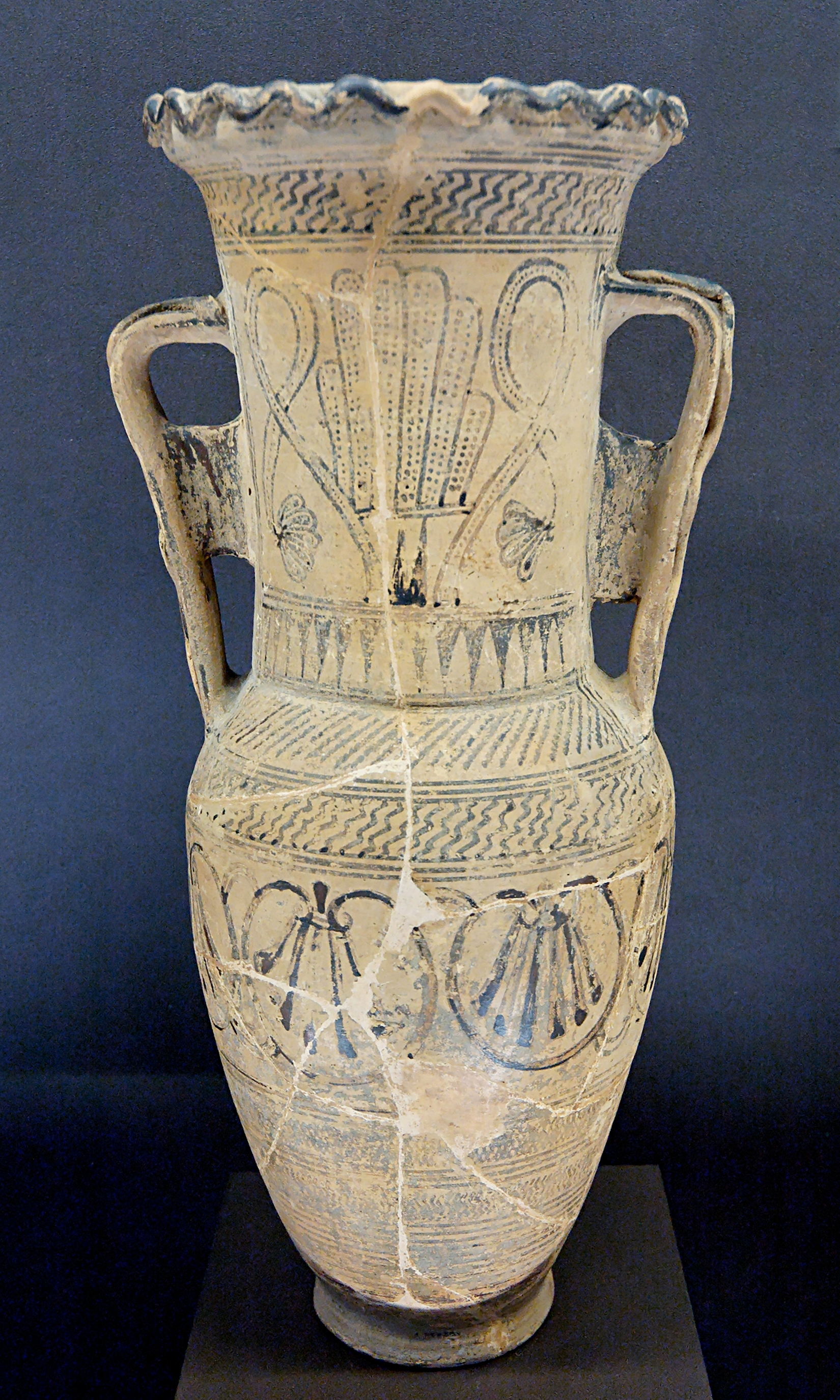
Loutrophore proto-attique du peintre d'Analatos, c. -680
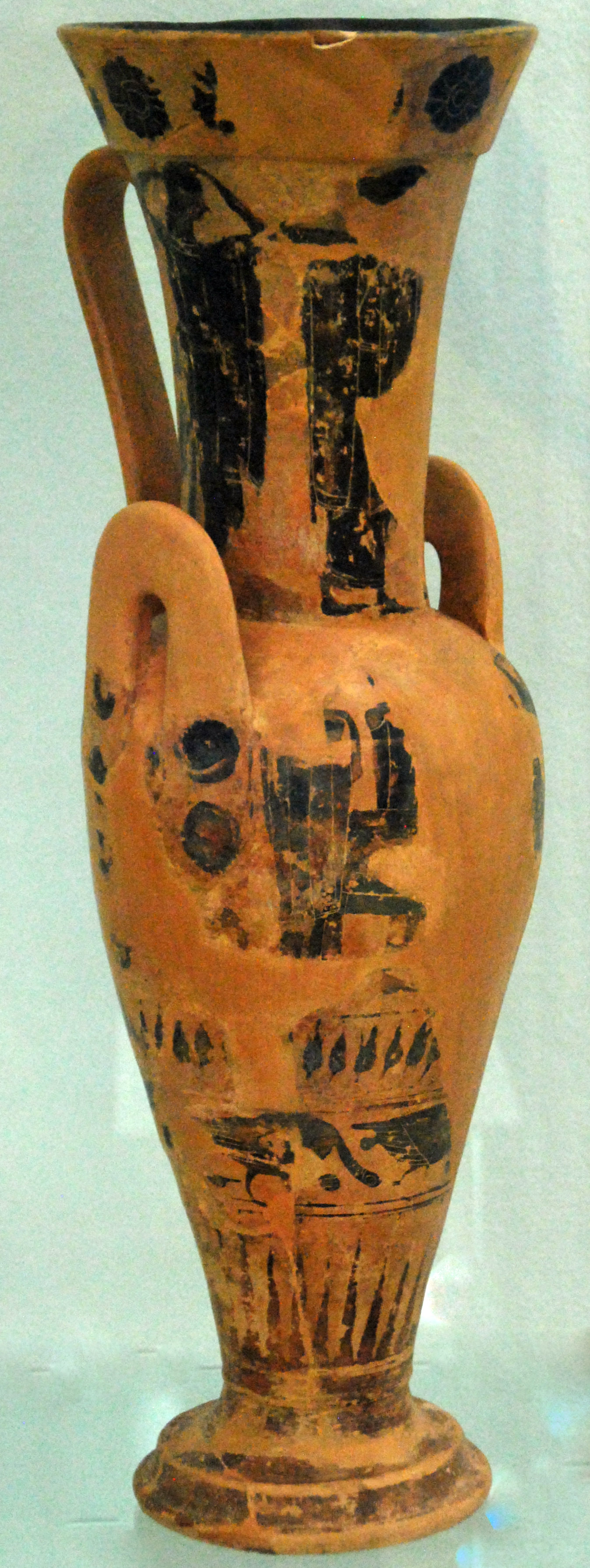
Loutrophore

### Vases à vin

#### Askos
L'askos est un petit vase à versoir latéral muni d'une anse dont la forme dérive de la gourde et de l'outre. La forme a été employée par les Grecs et les Étrusques.

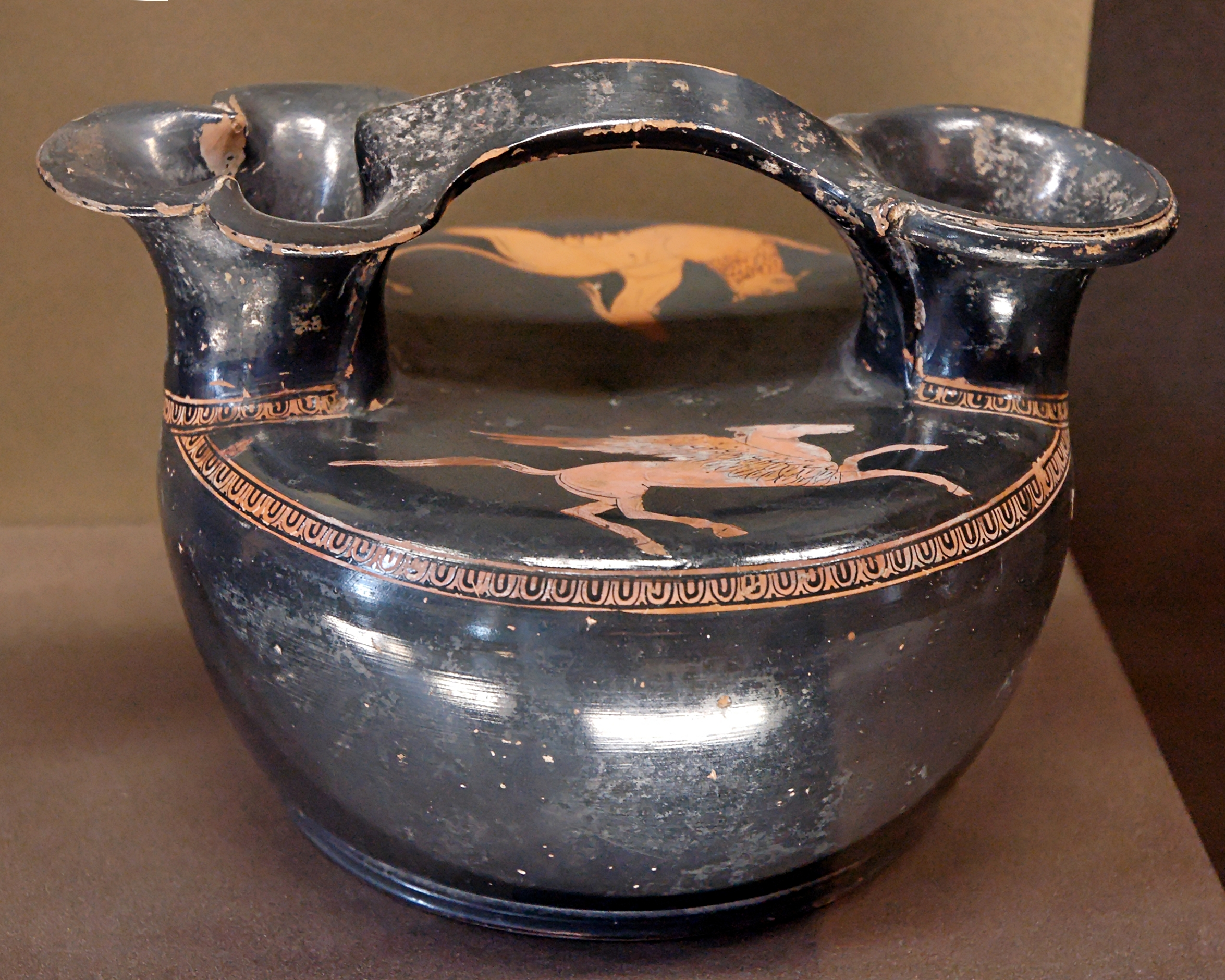
Askos attique à double embouchure, c. 420.

#### Canthare
Le canthare est une coupe semi-profonde, à deux anses, servant à boire le vin, et liée au culte dionysiaque. Ils sont généralement très décorés.

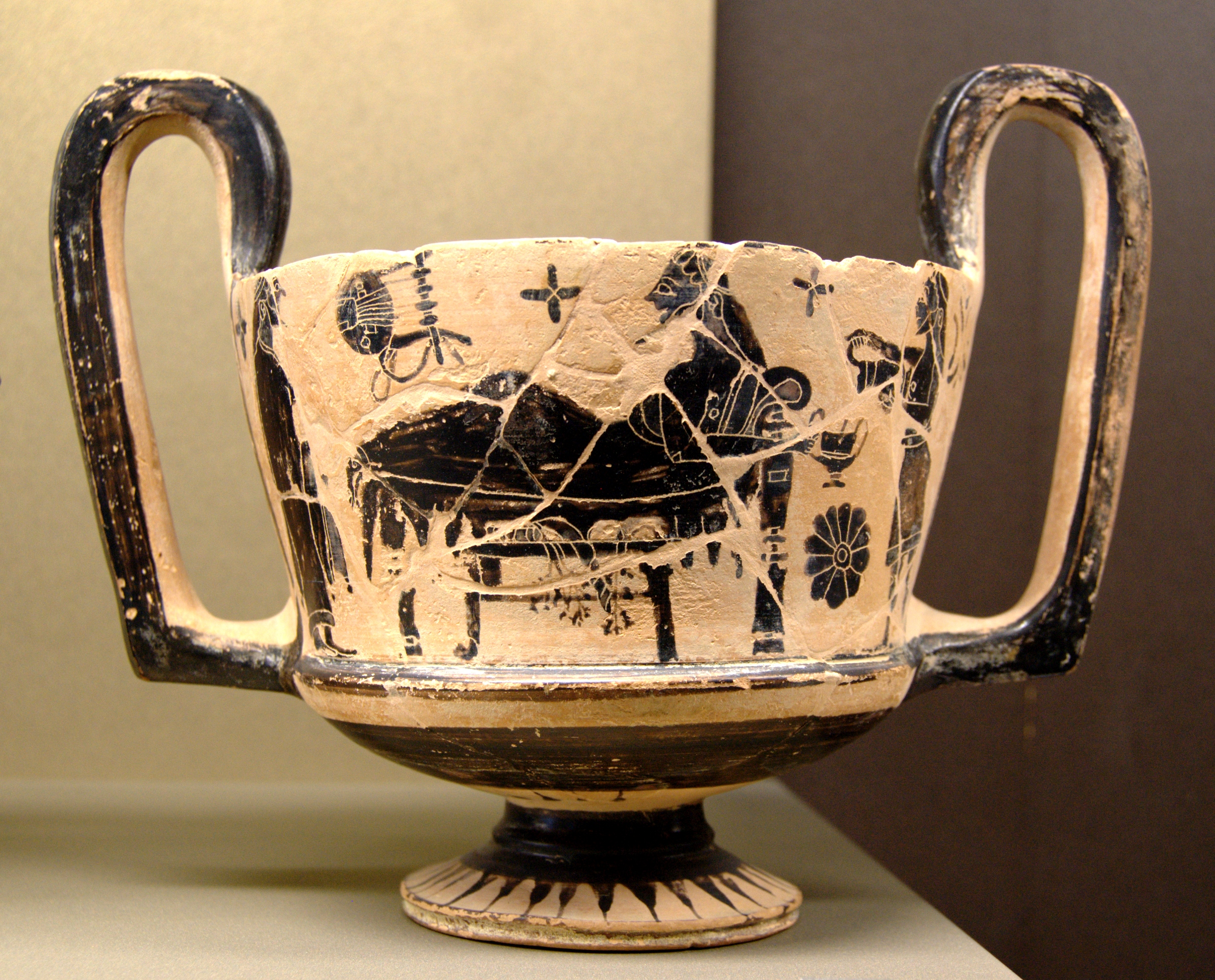
Canthare attique à figures noires, c. -560.
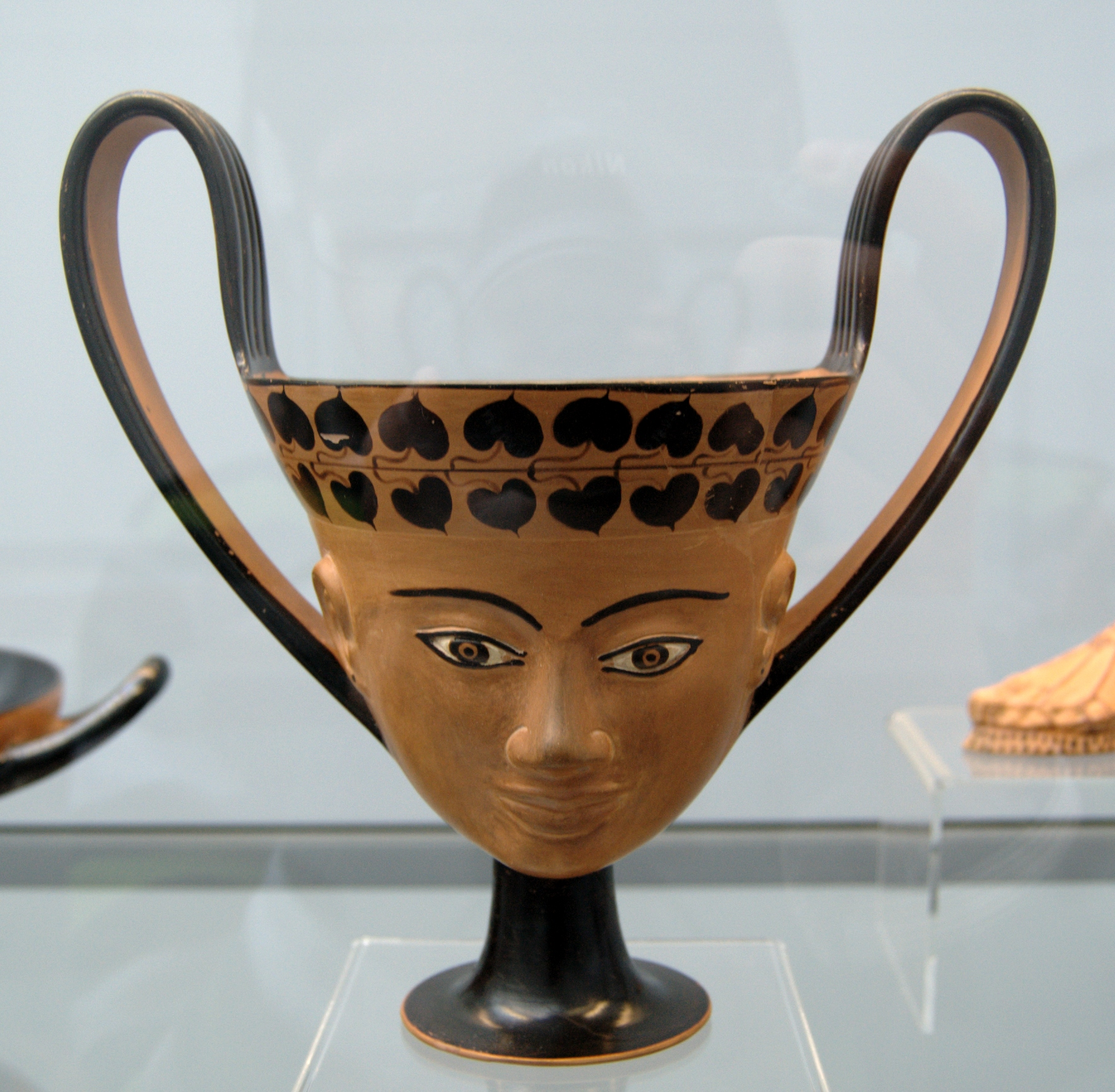
Canthare janiforme, Est de l'Ionie, c. -540.
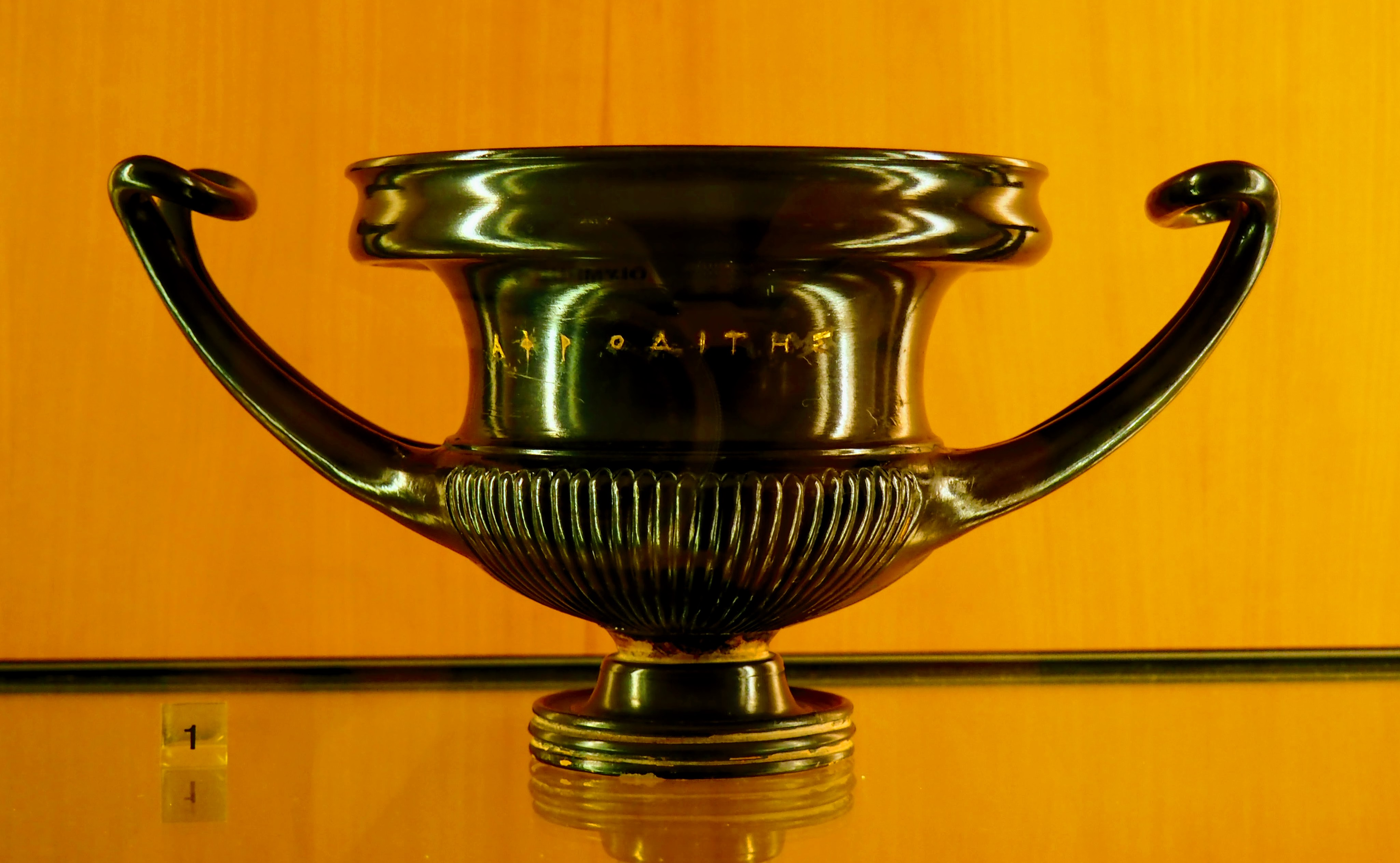
Canthare attique "à Aphrodite", IVe siècle av. J.-C.

#### Cotyle
Le cotyle est un type de petit vase dont la forme ressemble à celle d'une petite coupe de type skyphos. La panse est plus étroite qu'un canthare, plus évasé.

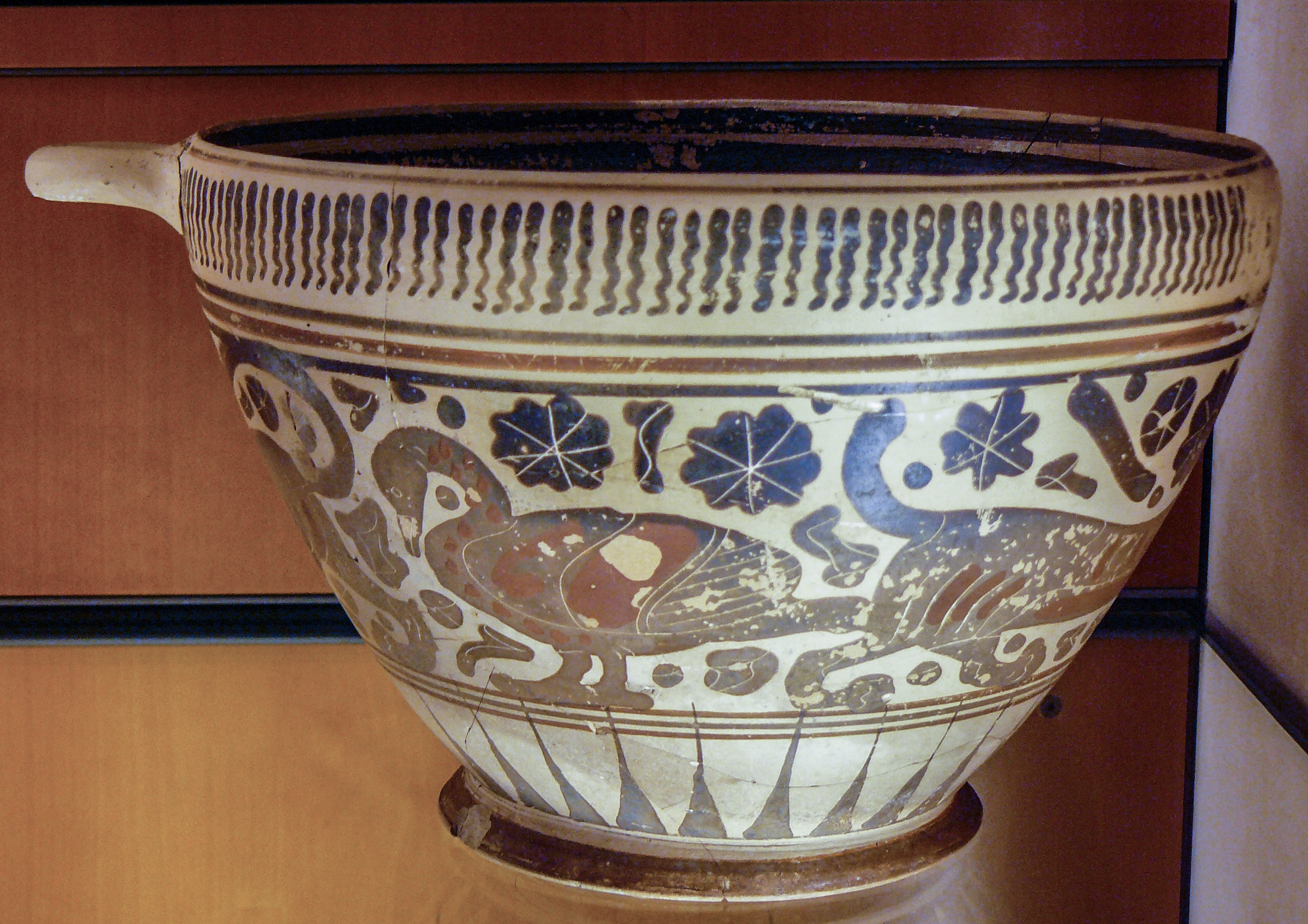
Cotyle archaïque de style corinthien, attribué au Peintre du Cotyle KP14.

#### Cratère
Le cratère est un vase à large panse, au col ouvert, doté de deux petites anses. Il en existait de multiples sortes. Il servait au mélange de l'eau et du vin, dans les banquets. Il avait aussi un usage funéraire : on y plaçait du défunt avant de le mettre dans la tombe. Le cratère de Vix est le plus grand vase de bronze grec connu. Il a été découvert dans la tombe de Vix, sépulture d'une princesse celte, en France.
Le cratère à colonnettes est une variante du cratère, élaborée à Corinthe pendant la période orientalisante.

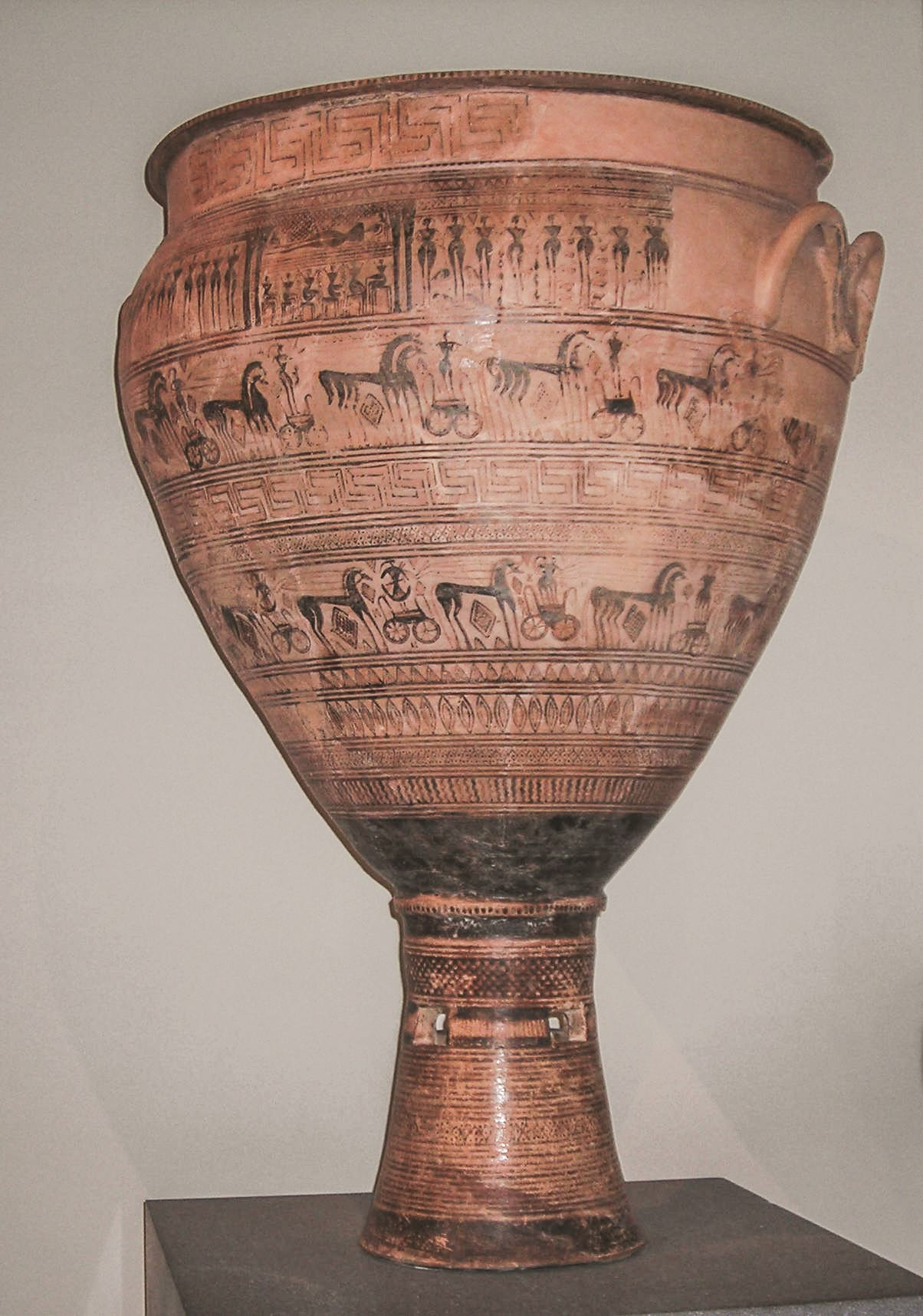
Cratère funéraire géométrique. Attique, c. -725.
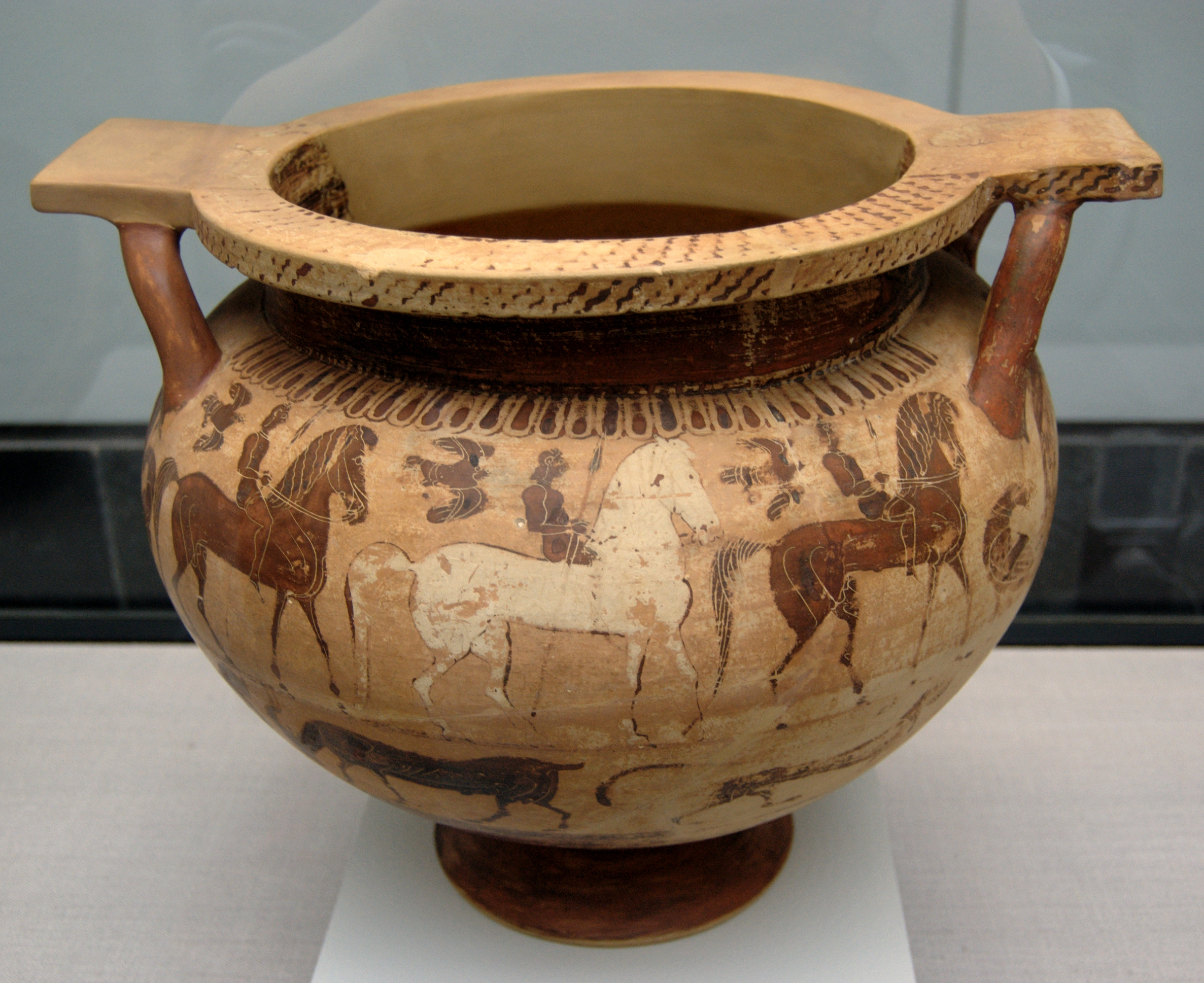
Cratère corinthien à colonnettes, c. -550.
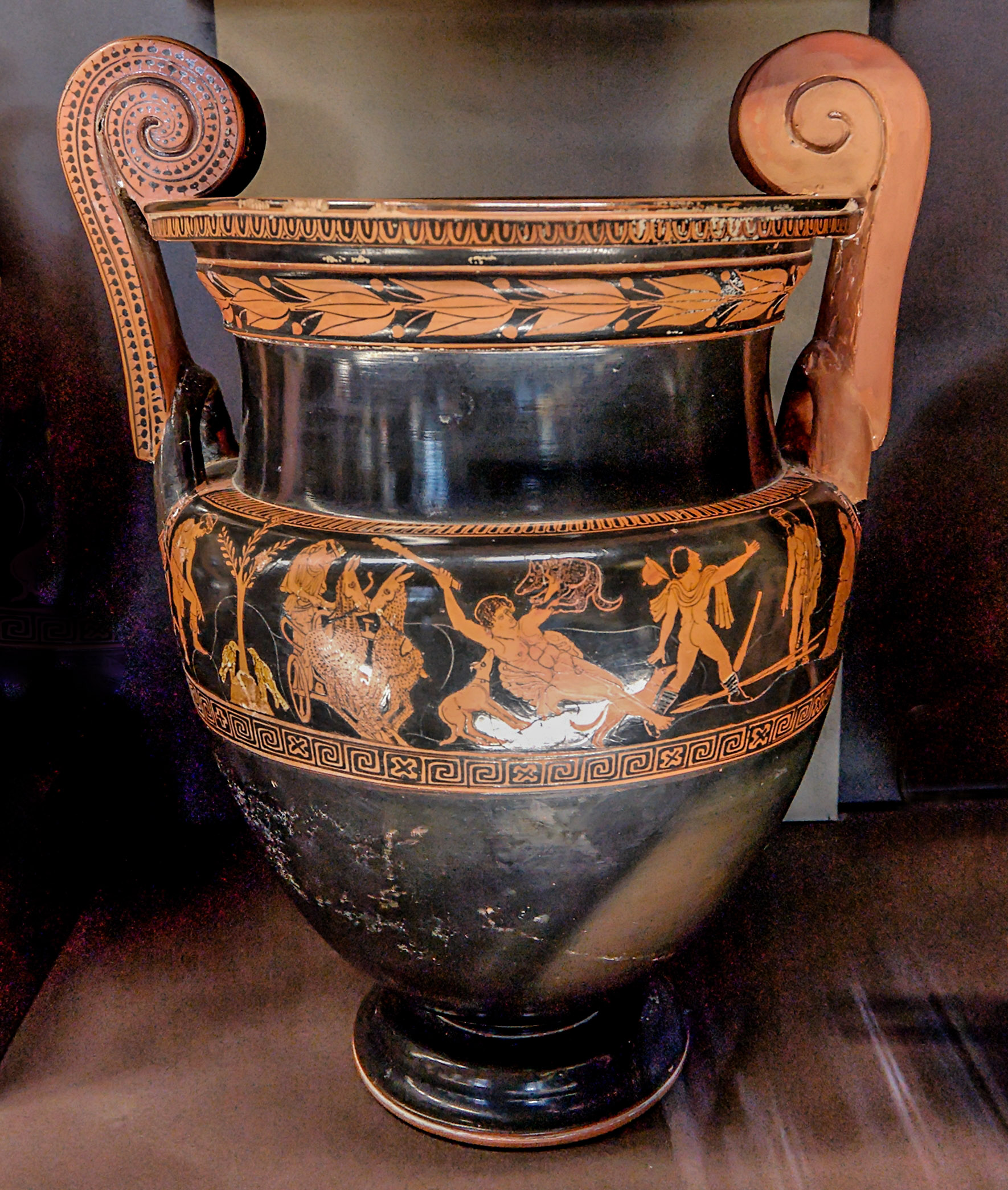
Cratère à volutes. Attique, c. -450.

#### Dinos
Voir ci-dessus : Lébès.

#### Cyathe ou kyathos
Coupe à haute anse verticale servant à puiser le vin dans le cratère.

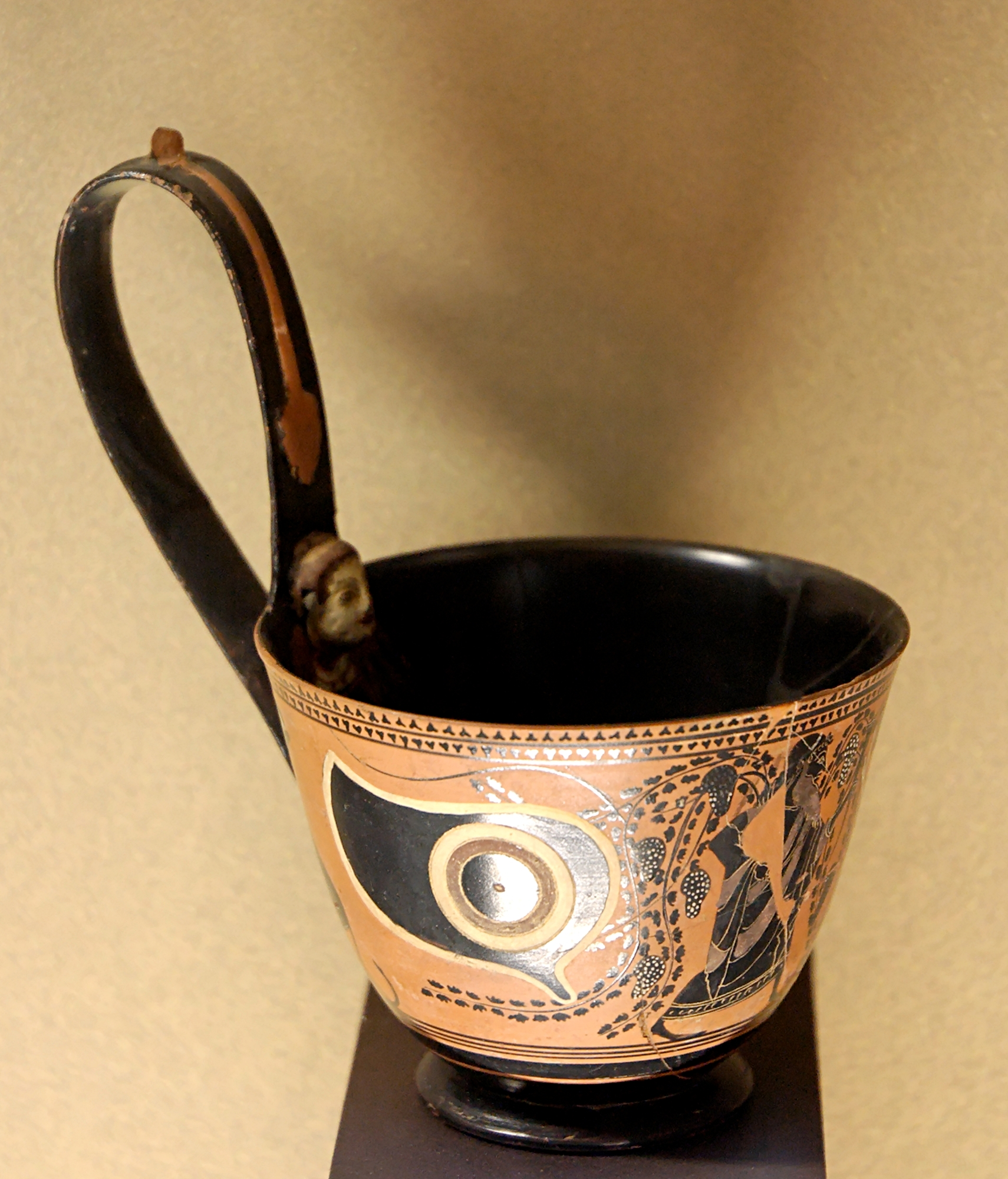
Cyathe ou kyathos attique, c. -550.

#### Kylix
Coupe à boire munie de deux anses opposées horizontales.

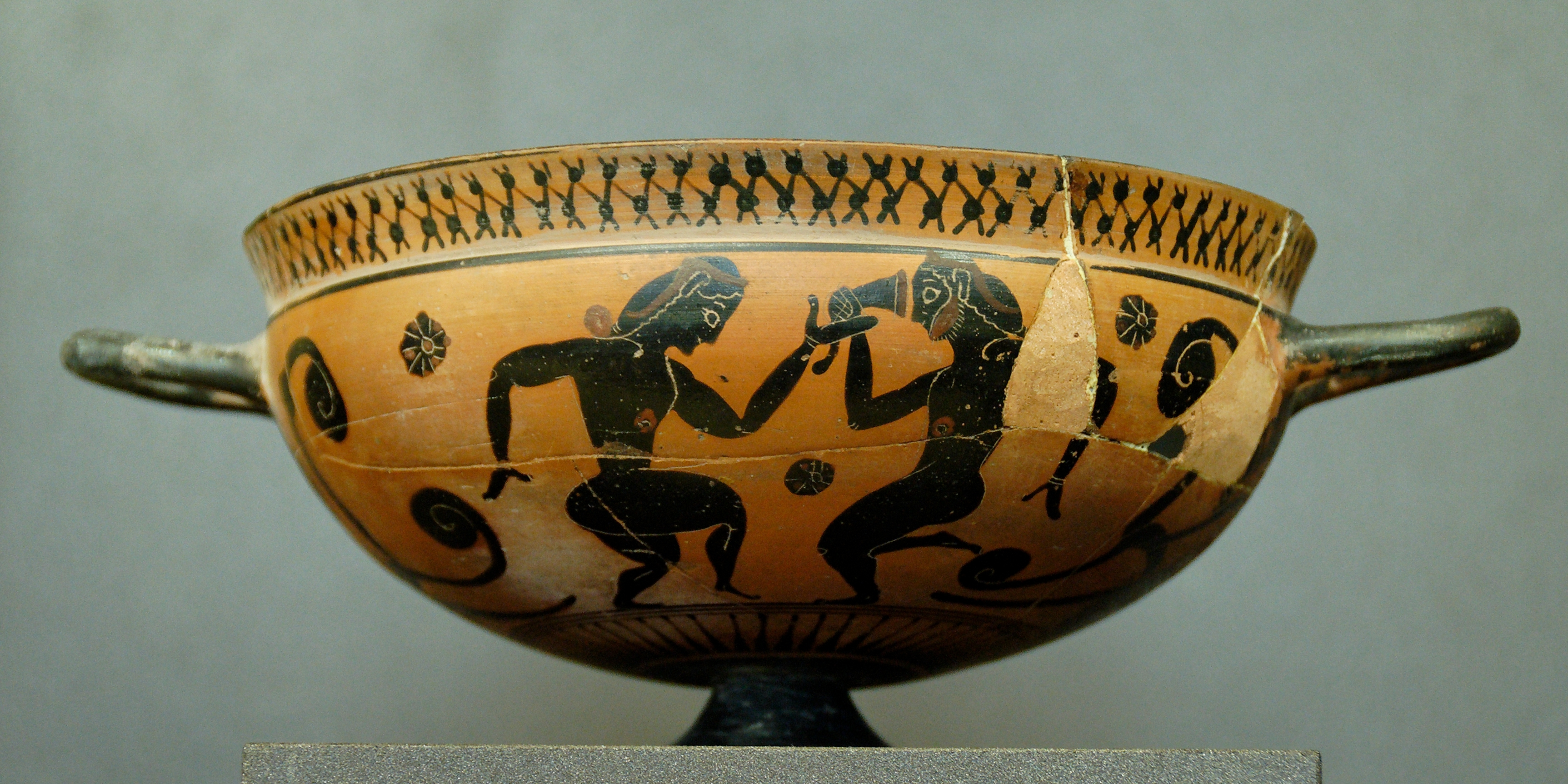
Coupe comaste attique à figures noires, c. -560.
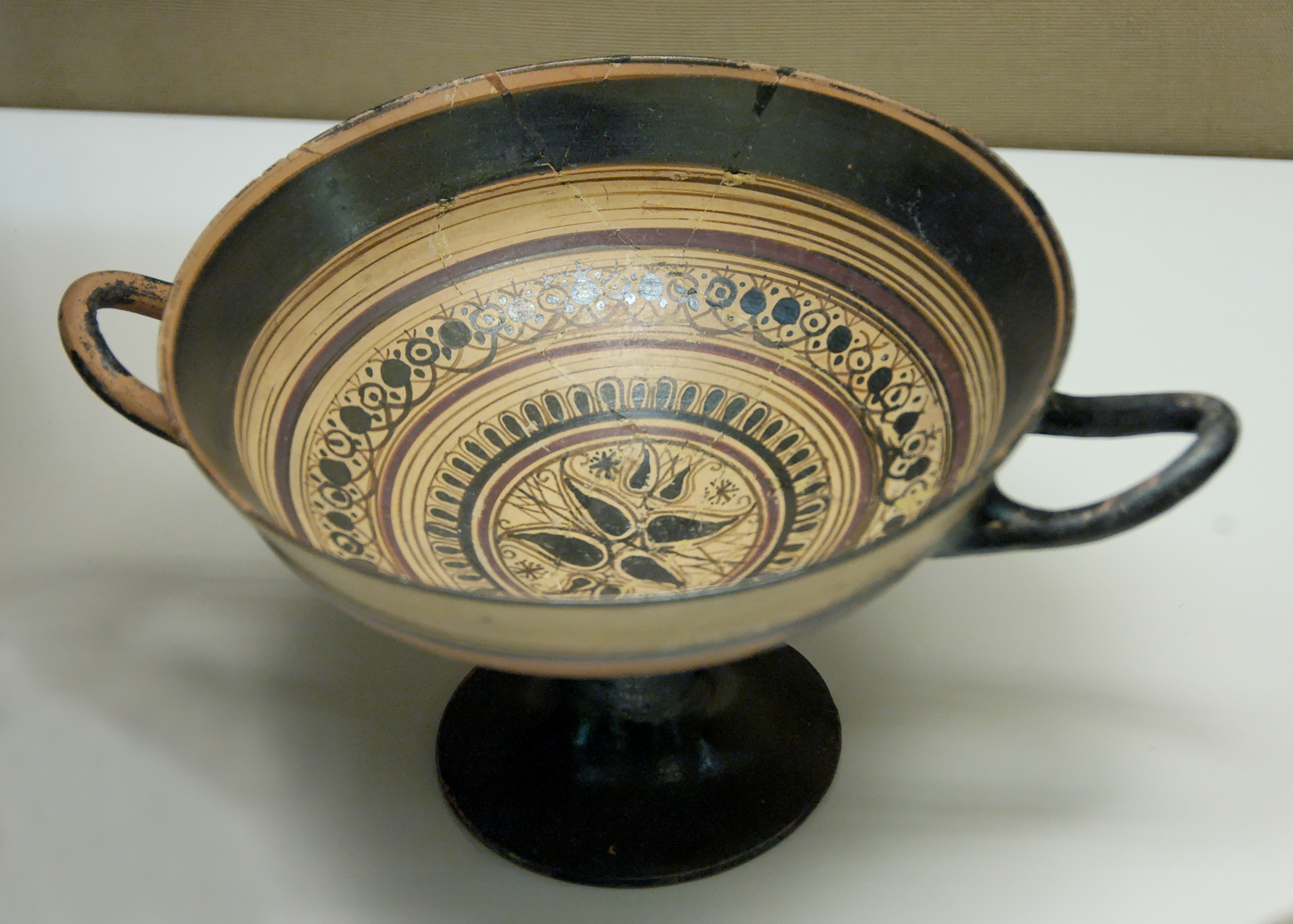
Kylix à figures noires de production laconique, c. -540.
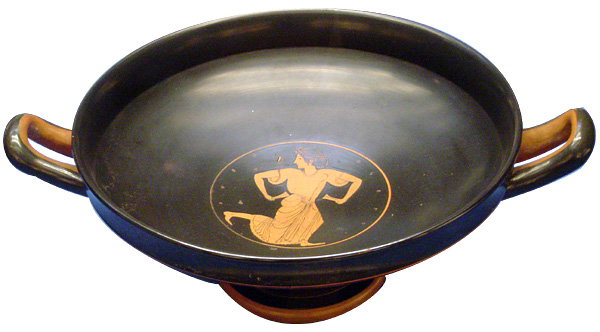
Kylix à figures rouges du Peintre d'Euergidès, c. -500.

#### Lagynos
Sorte de pichet ventru pour servir le vin à table.

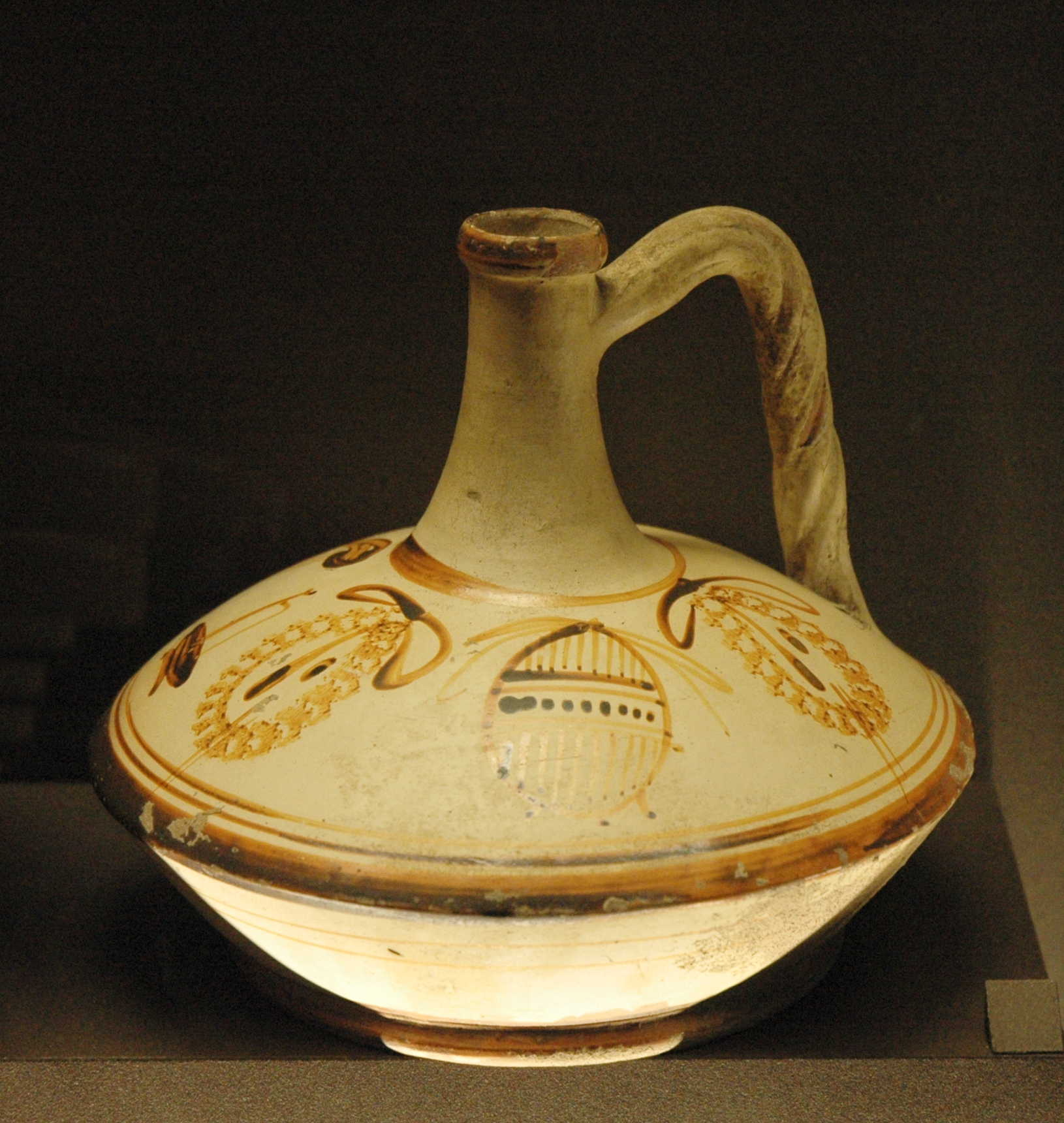
Lagynos décoré d'instruments de musique.

#### Mastos
Le mastos (du grec ancien : μαστός, « sein ») est un vase à boire dont l'apparence fait penser à un sein de femme.

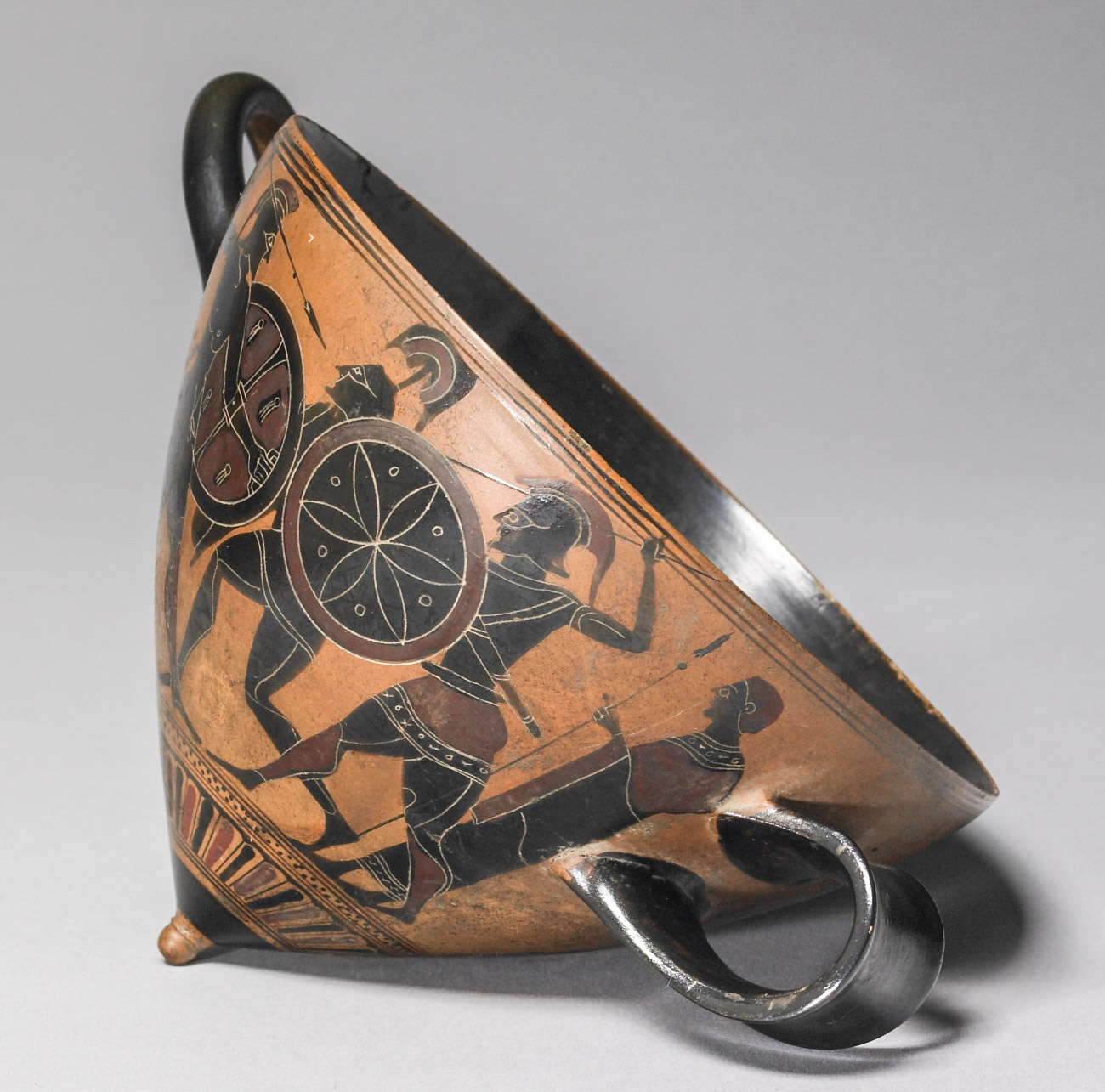
Mastos à figures noires, c. -530.

#### Œnochoé
L'œnochoè est un pichet qui sert à puiser le vin dans le cratère — où il a été coupé à l'eau — avant de le servir.

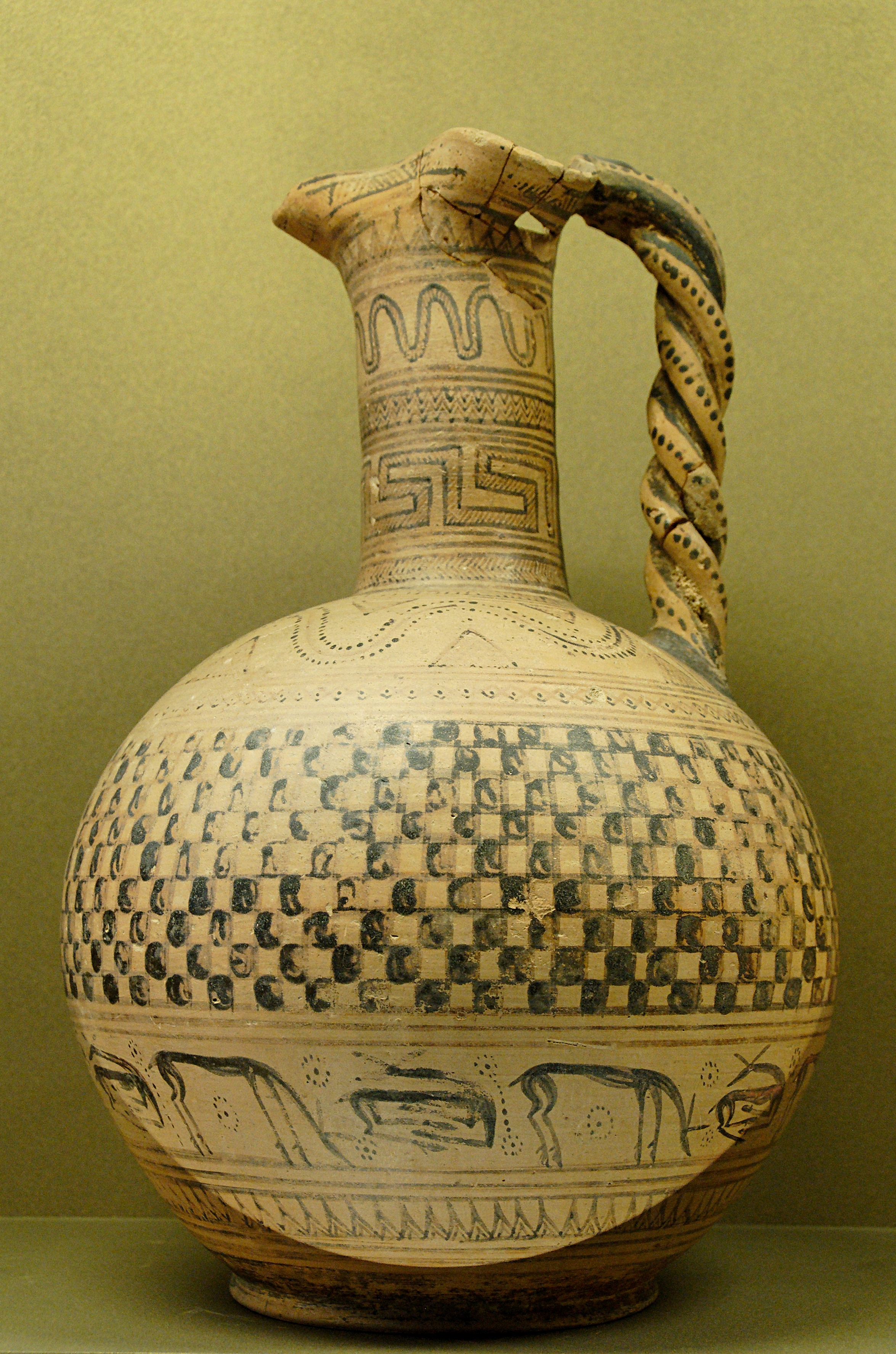
Œnochoé, Béotie, époque géométrique, -750.
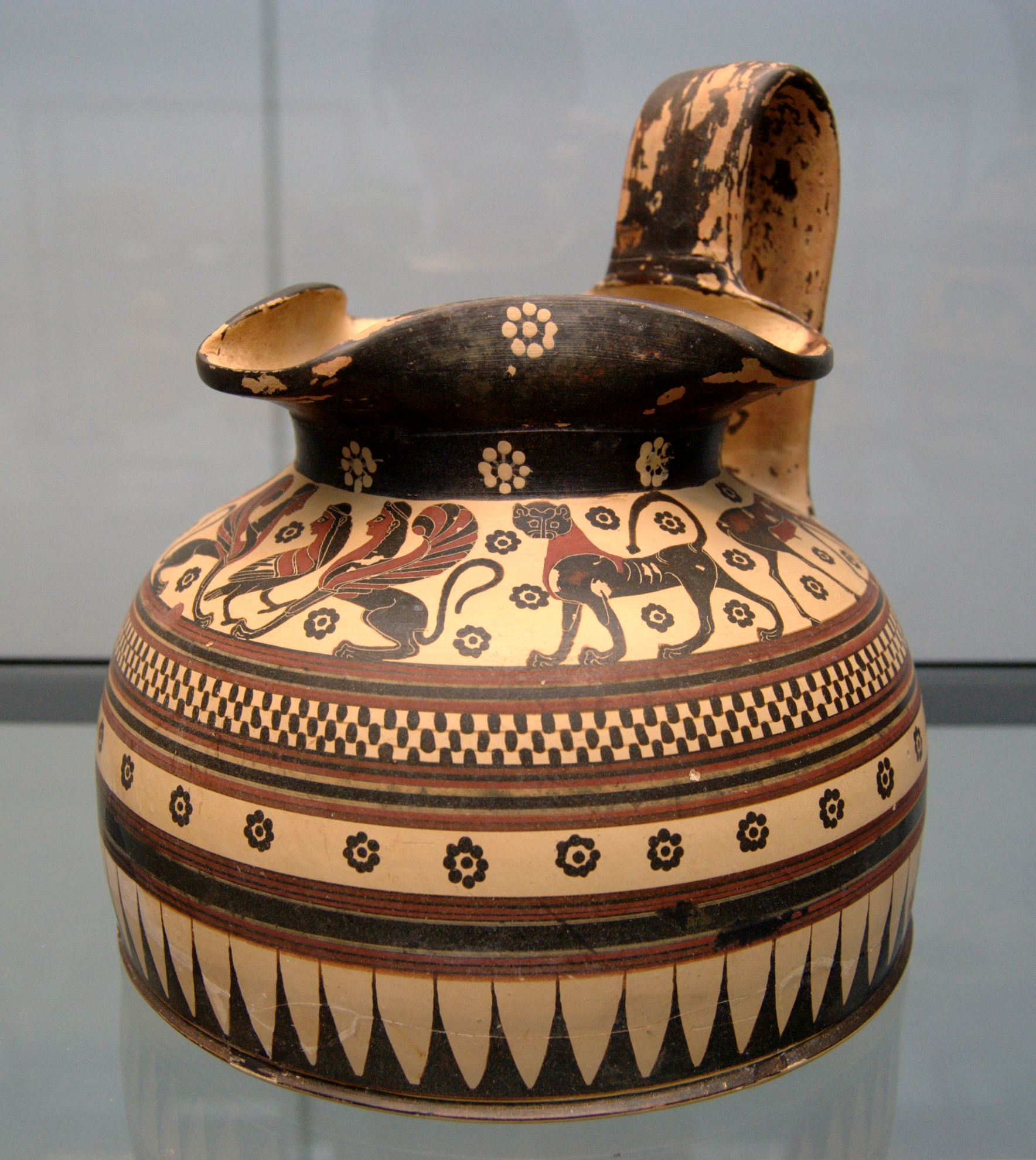
Œnochoé, type corinthien, vers -630.
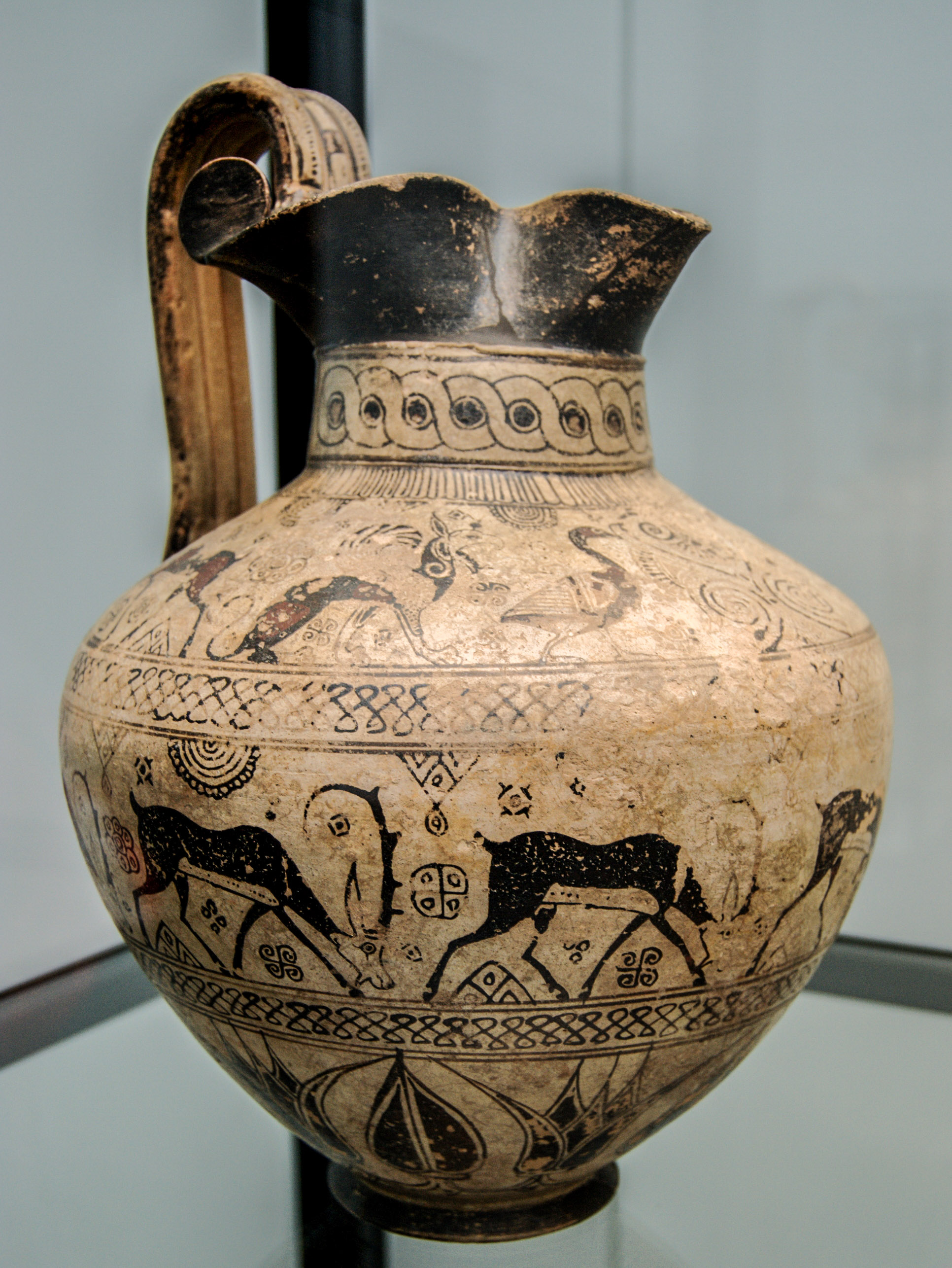
Œnochoé, type de la Grèce de l'Est, -630.

#### Olpé
L'olpé est une cruche piriforme (en forme de poire) dont le col élancé s'évase en trompette.

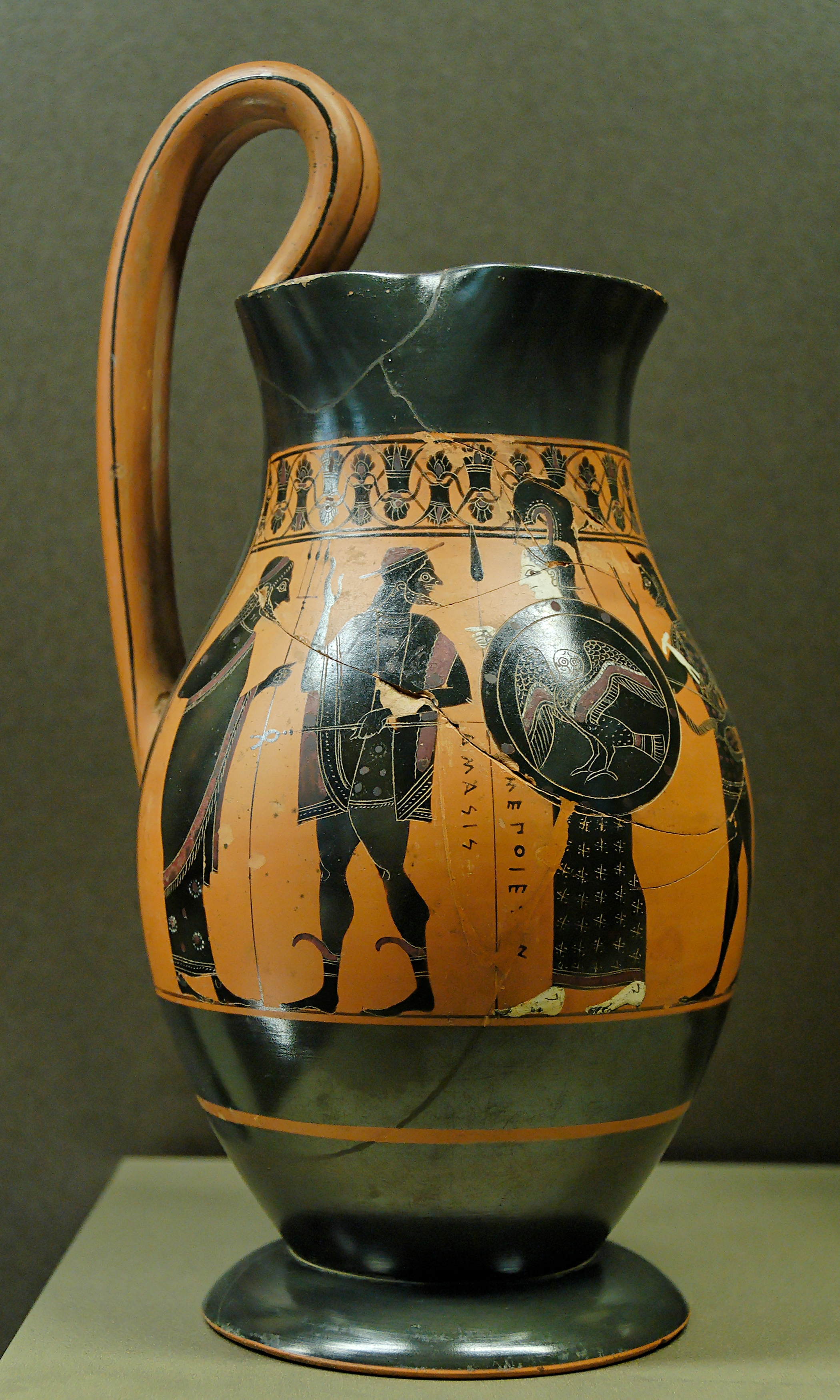
Olpé attique à figures noires, signée du potier Amasis, c. -540.
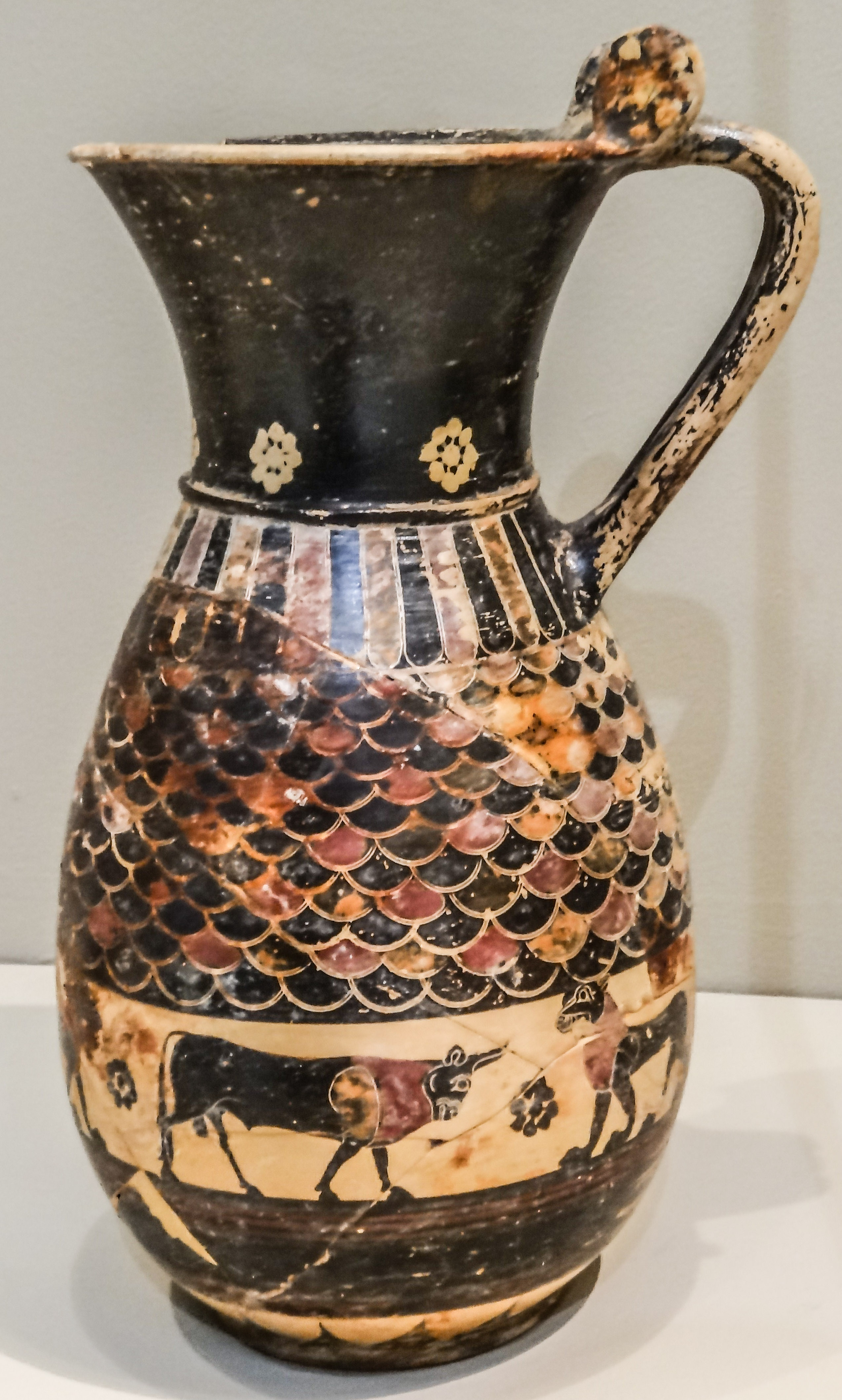
Olpè proto-corinthienne (d'Étrurie), vers -630.

#### Psykter
Vase élancé à sommet sphérique qui, placé à l'intérieur d'un cratère, servait à rafraîchir le vin lors des banquets.

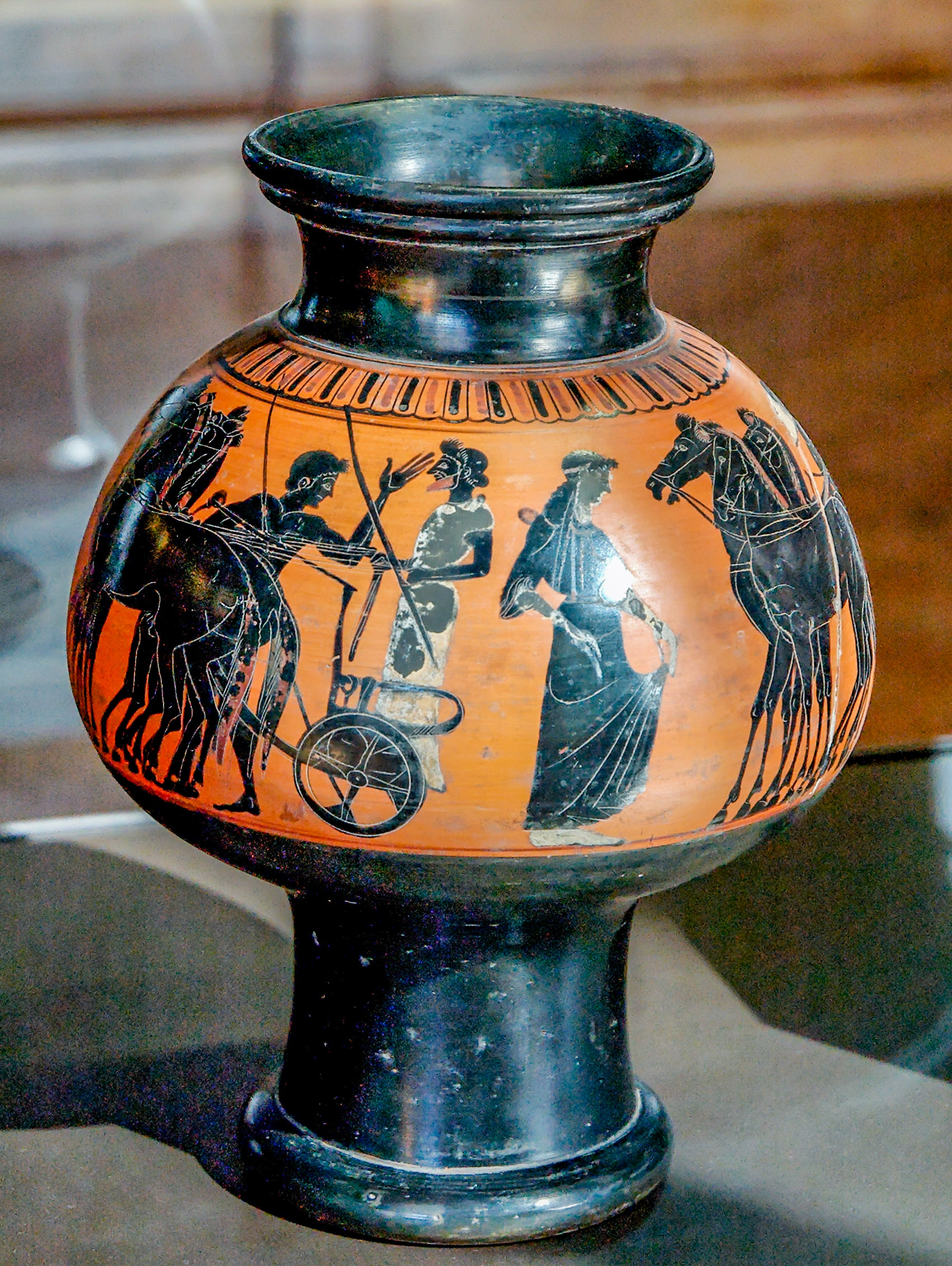
Un psykter du VIe siècle av. J.-C.

#### Rhyton
Le rhyton est un vase en terre cuite ou en métal dont l'extrémité se termine par une tête animale ou humaine. Il était utilisé pour boire, mais aussi pour certaines cérémonies et rituels religieux, lors de libations.

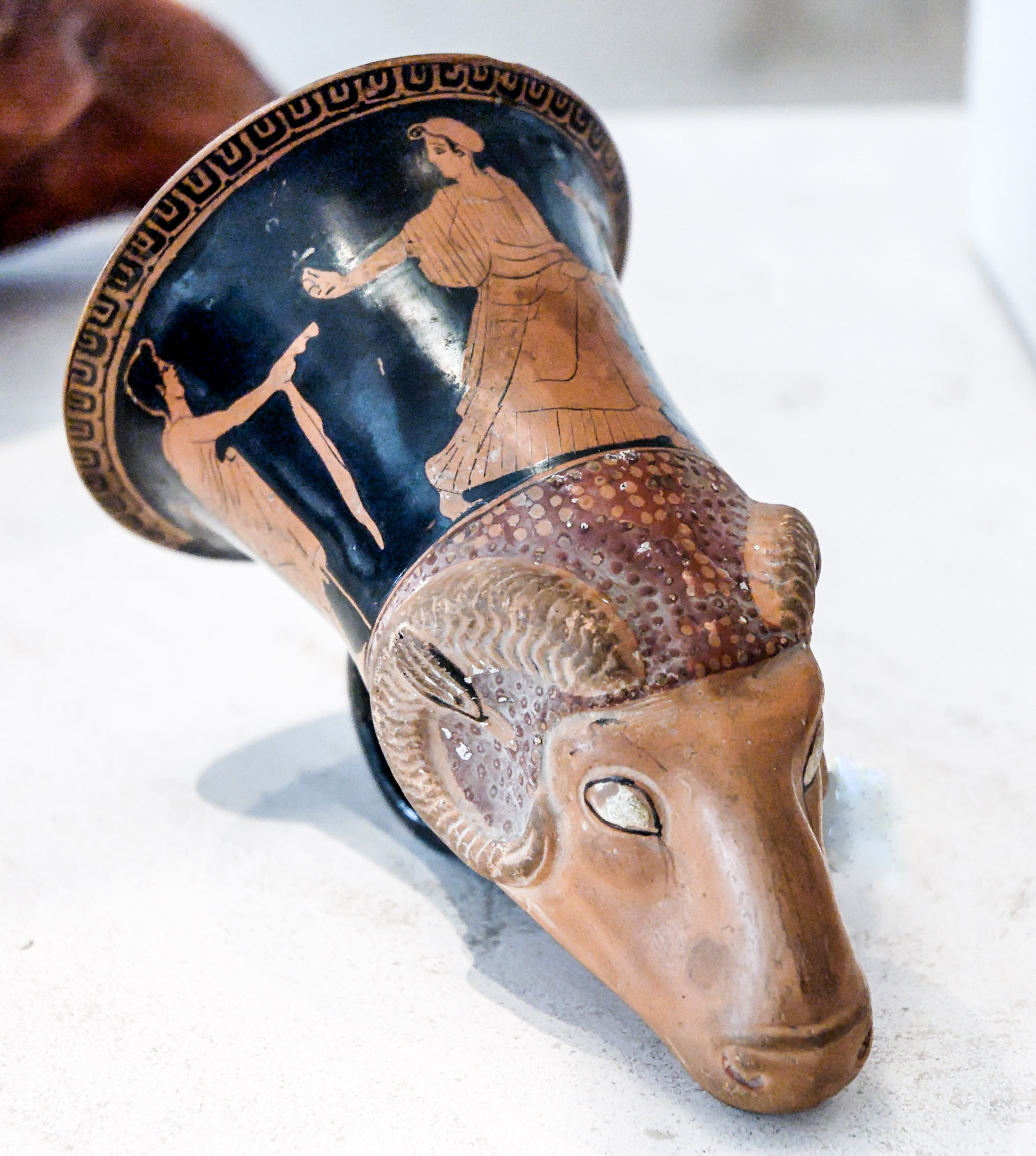
Terre cuite par Sotadès (potier), c. -460.
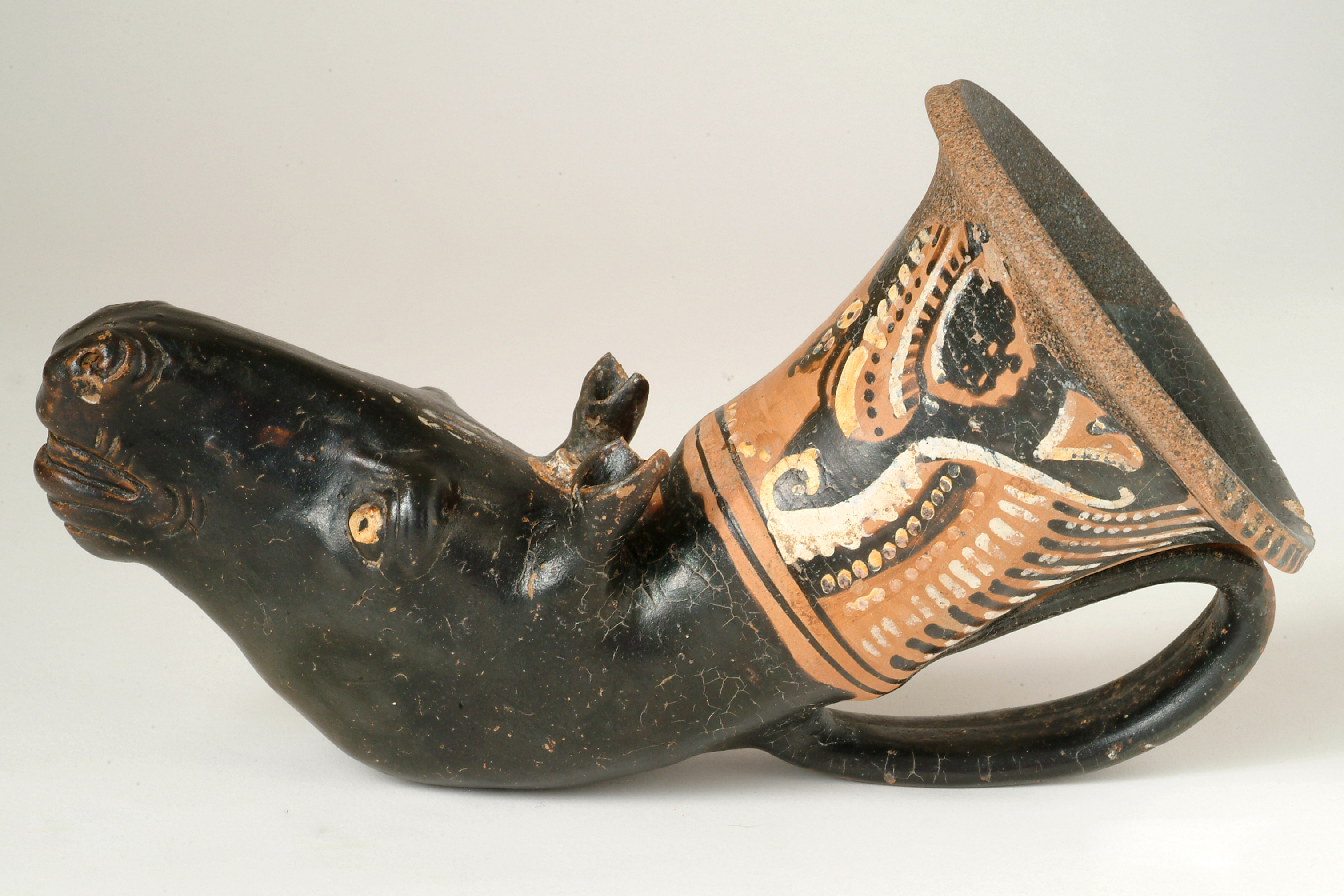
Terre cuite, entre -340 et -320.
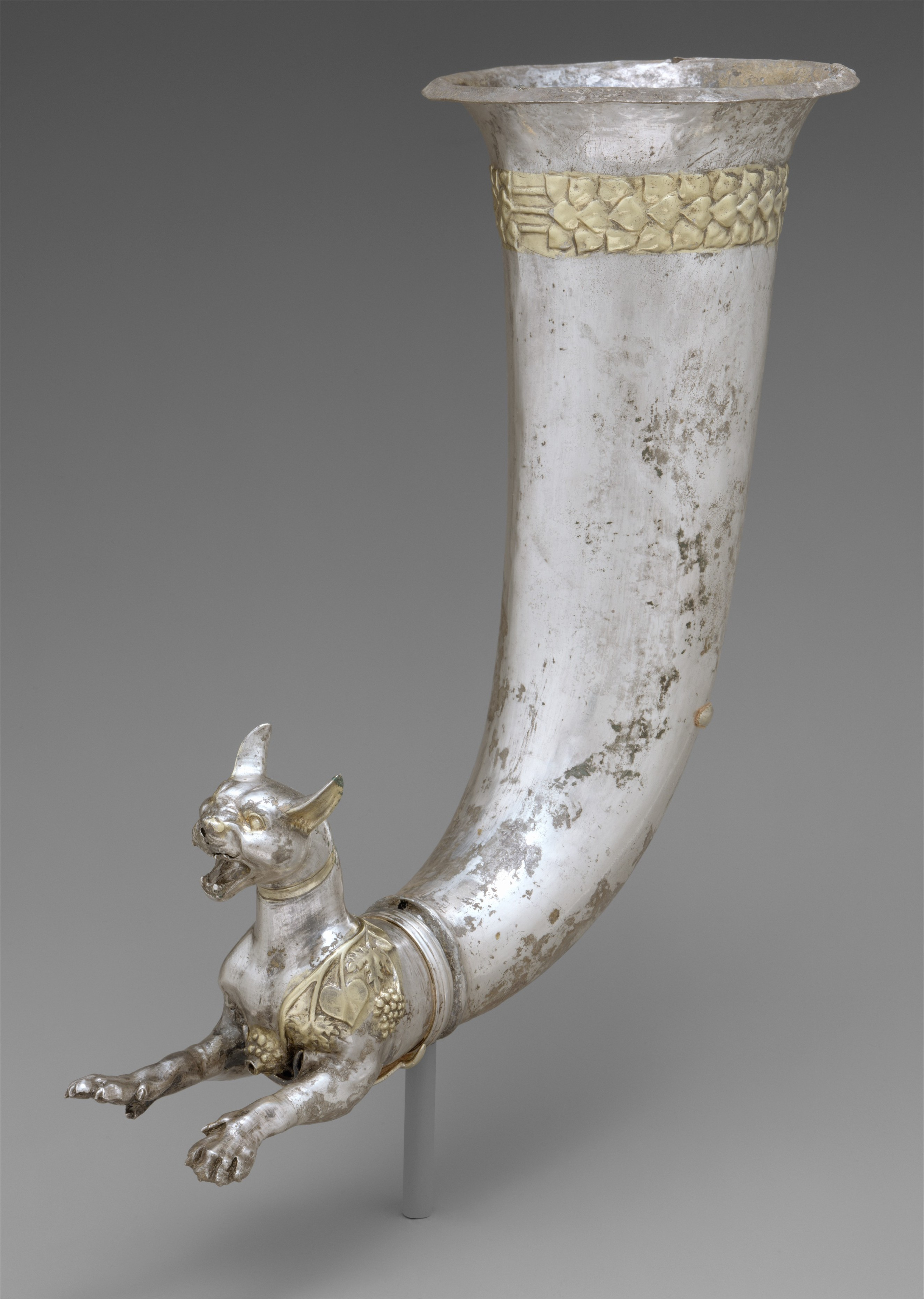
Orfèvrerie, Ier siècle av. J.-C.

#### Skyphos
C'est un gobelet, c'est-à-dire un type de vase à boire haut de 5 à 15 cm, généralement sans pieds.

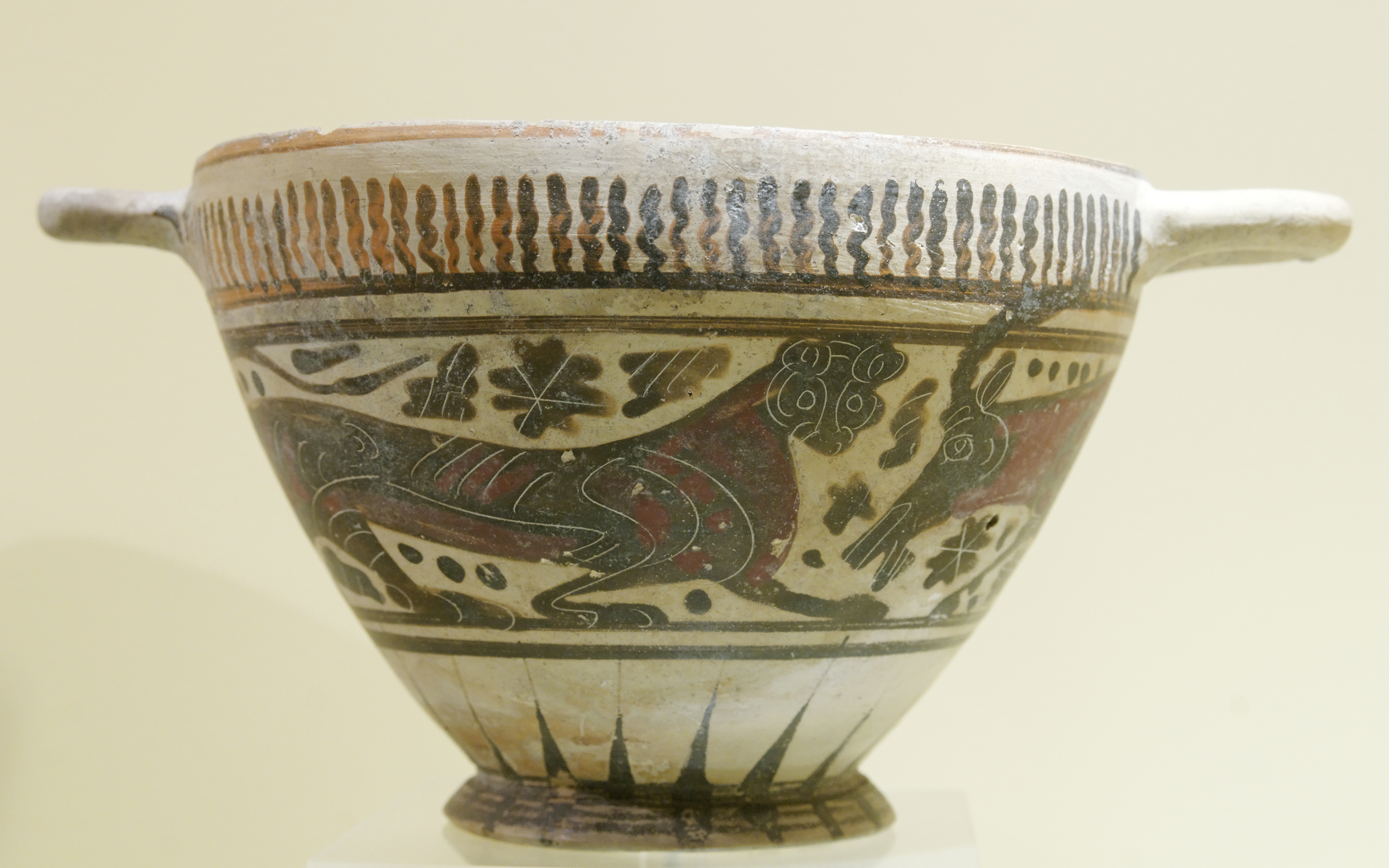
Skyphos ou cotyle (CVA) à figures noires. Corinthien moyen, 600-575
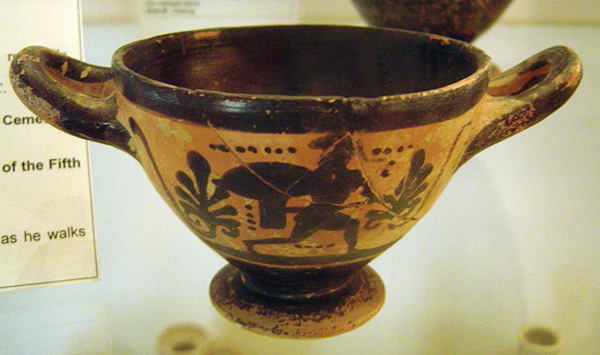
Skyphos à figures noires décoré d'un hoplite.
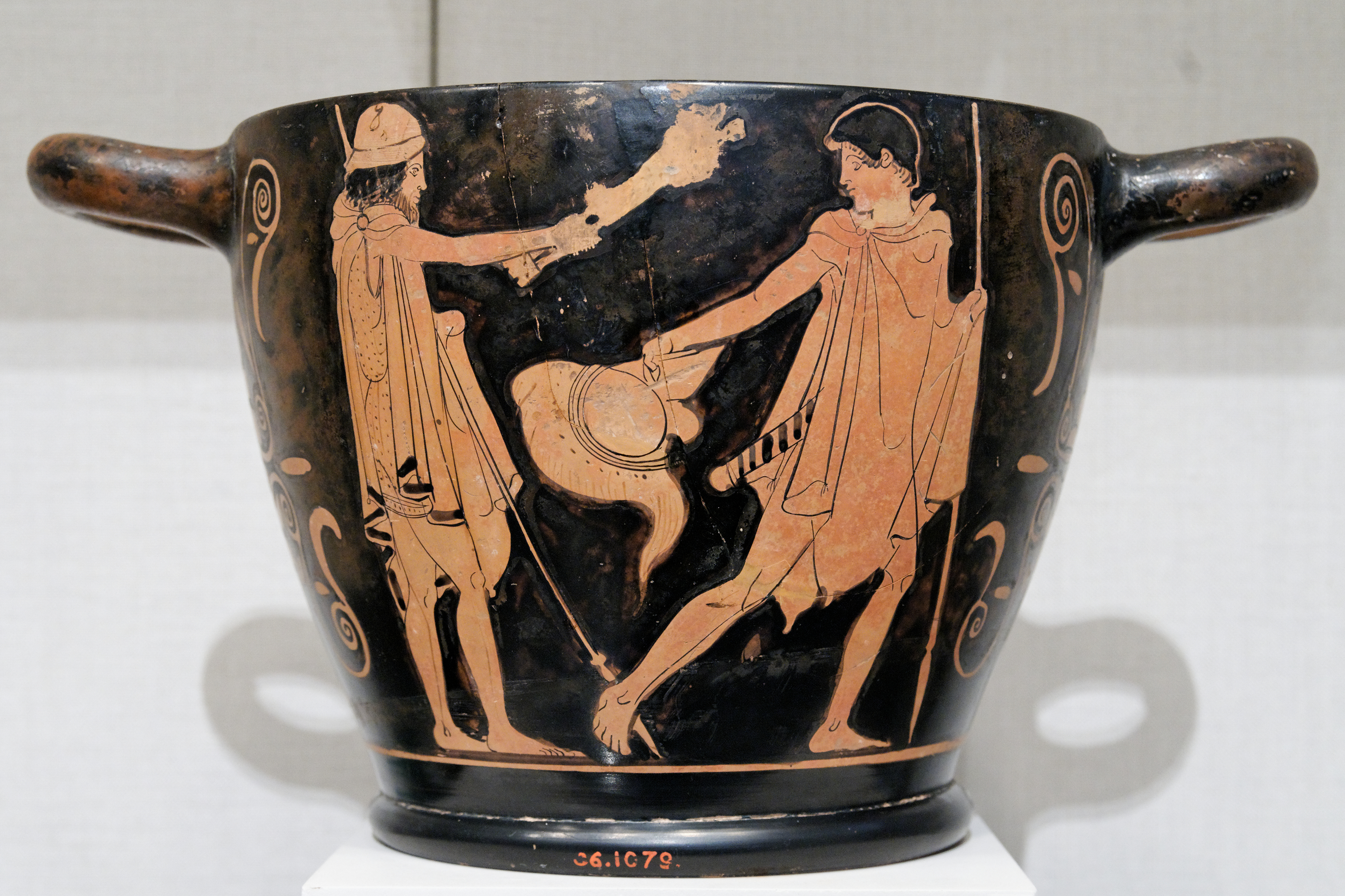
Homme mûr et jeune homme portant une armure. Skyphos attique à figures rouges, c. 540.

### Vases à huile, à parfums

#### Alabastre
L'alabastre est un flacon à panse allongée et col étroit, souvent en pierre (albâtre), contenant un baume ou un parfum. L'embouchure en forme de disque plat servait à étaler le produit sur la peau. Il était utilisé par les athlètes pour s'enduire le corps, ou par les femmes pour se parfumer.

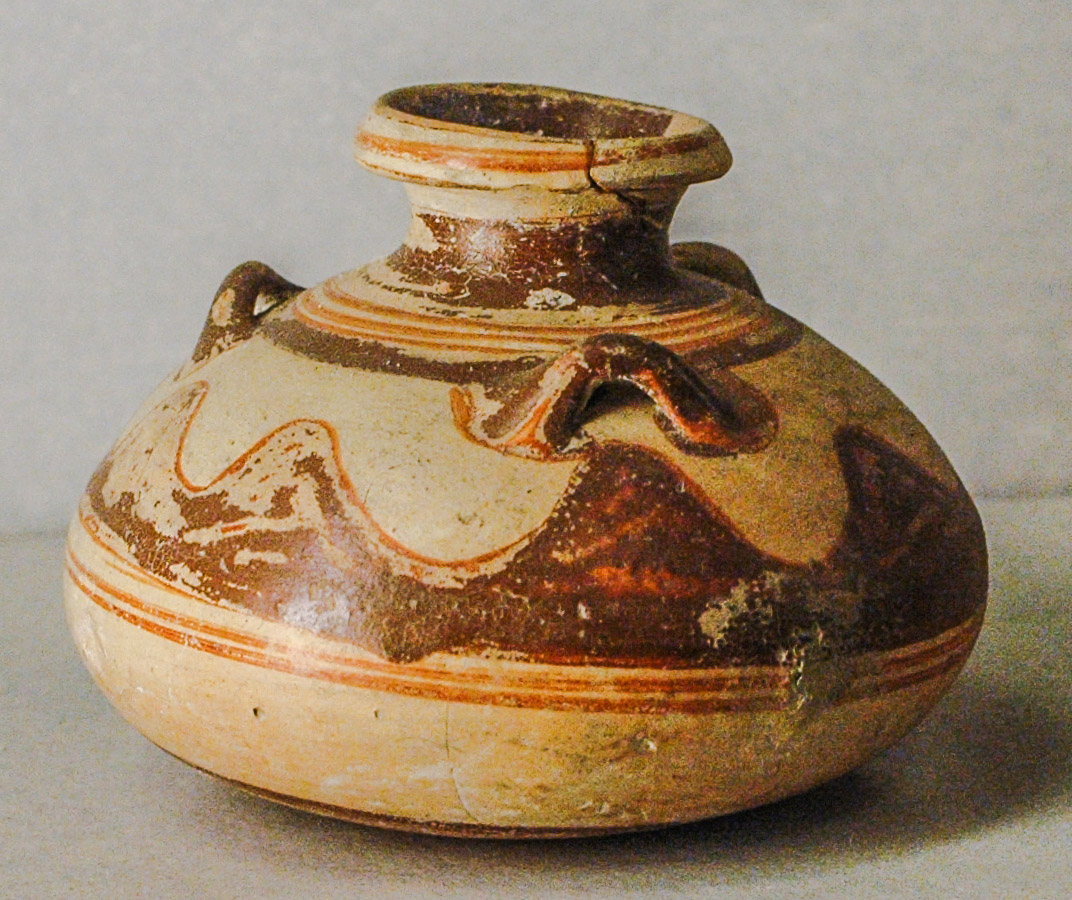
Alabastre helladique récent. Rhodes, c. -1350.
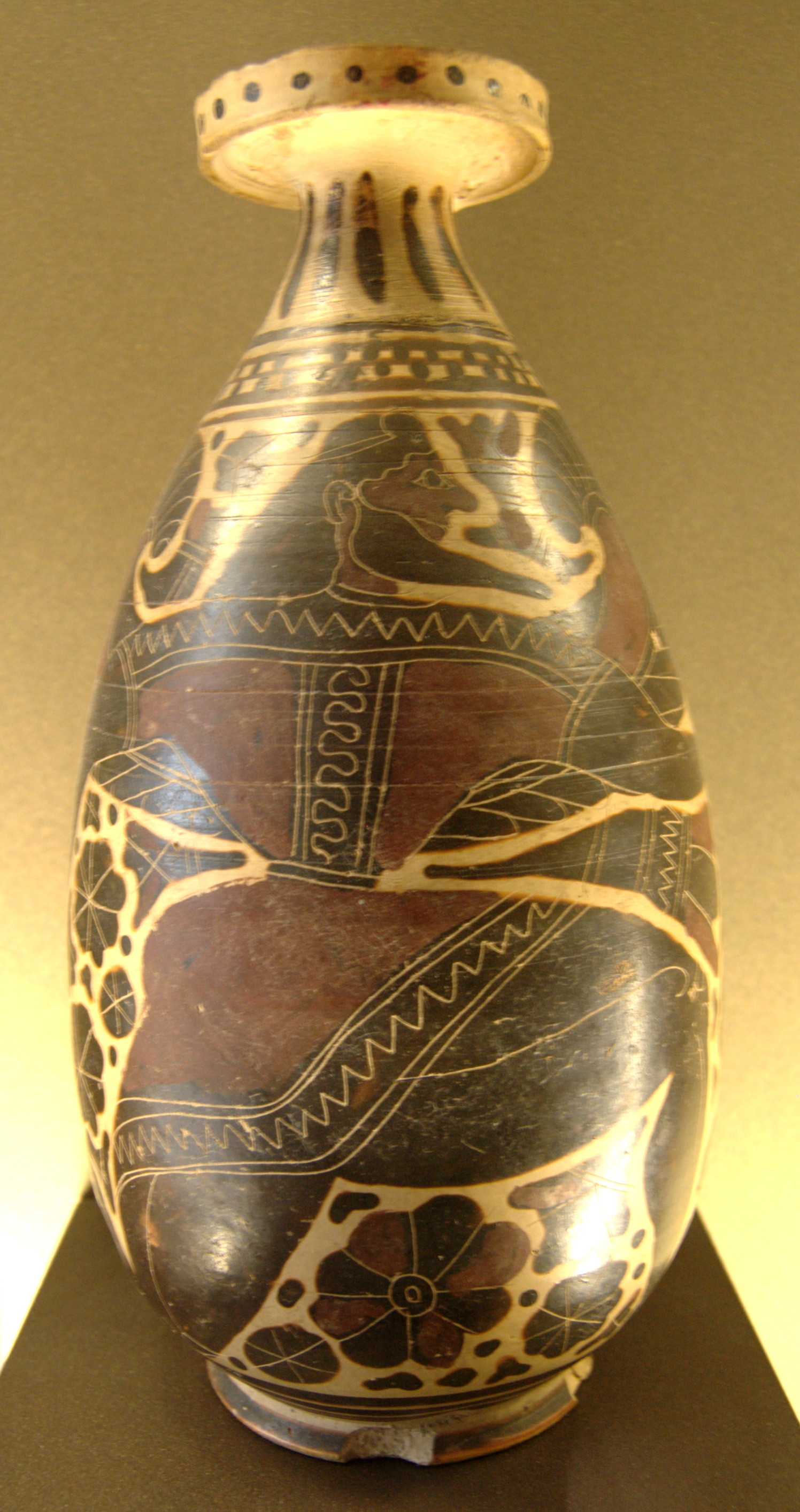
Alabastre corinthien, c. -610.
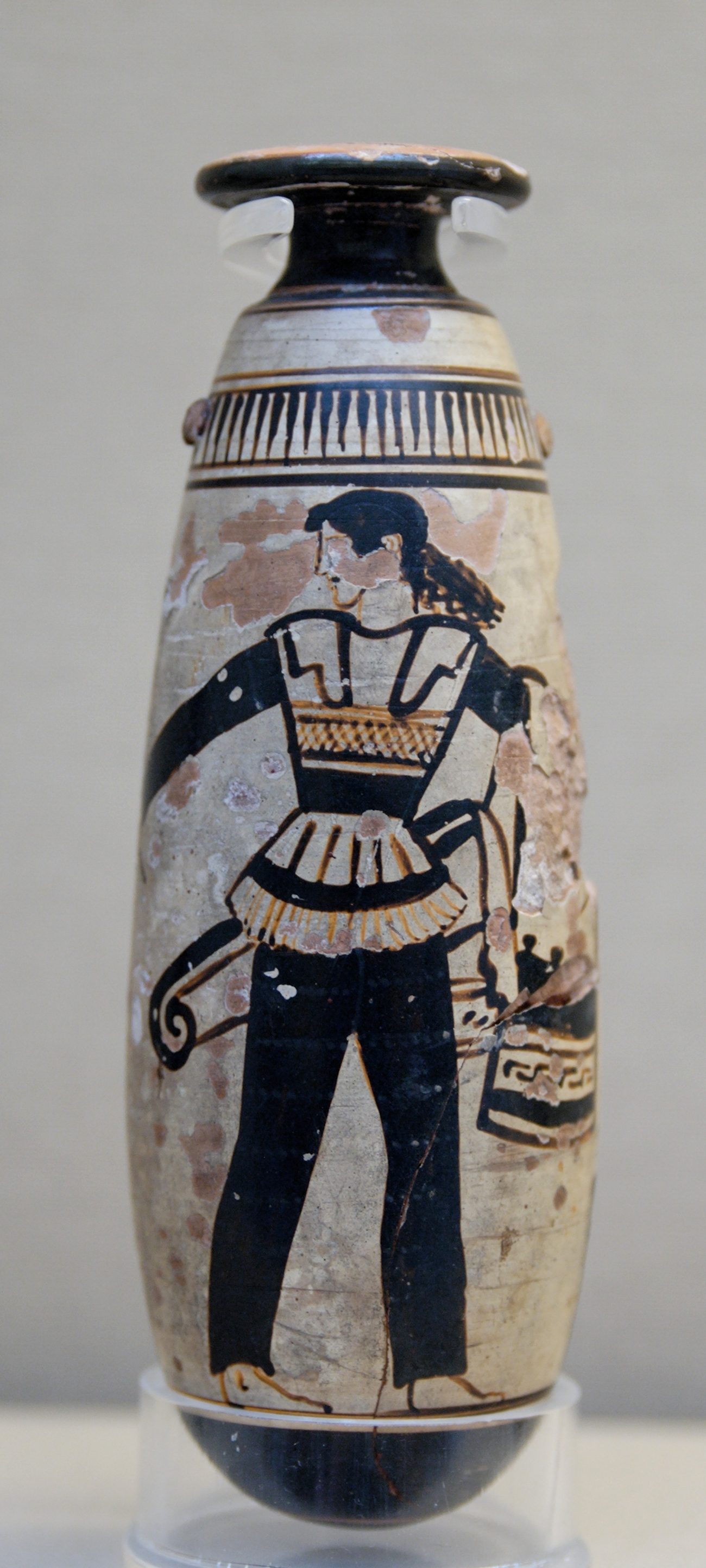
Alabastre attique, c. -470.

#### Aryballe
L'aryballe est un vase utilisé pour stocker de l'huile parfumée destinée aux soins du corps.

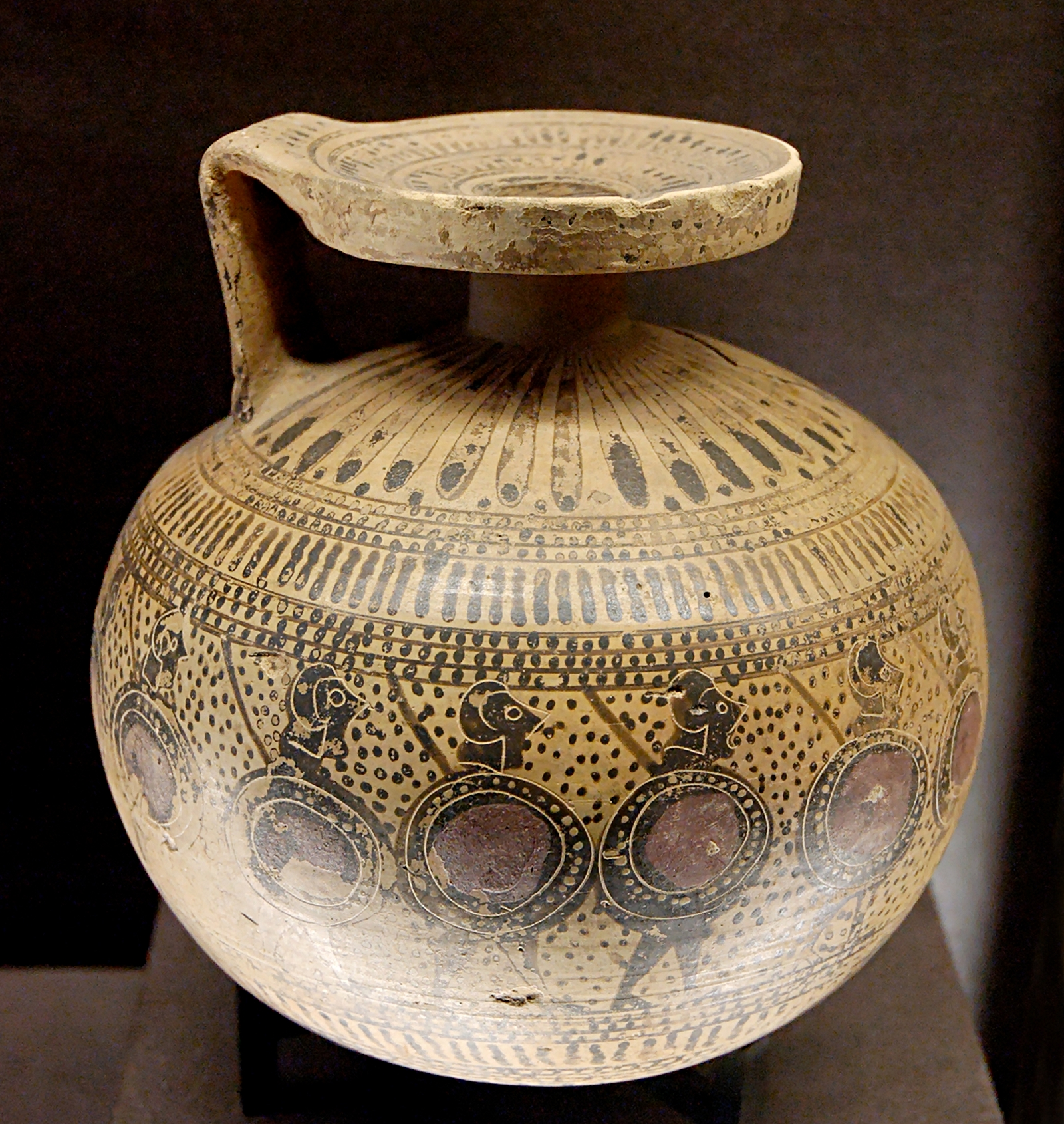
Aryballe sphérique
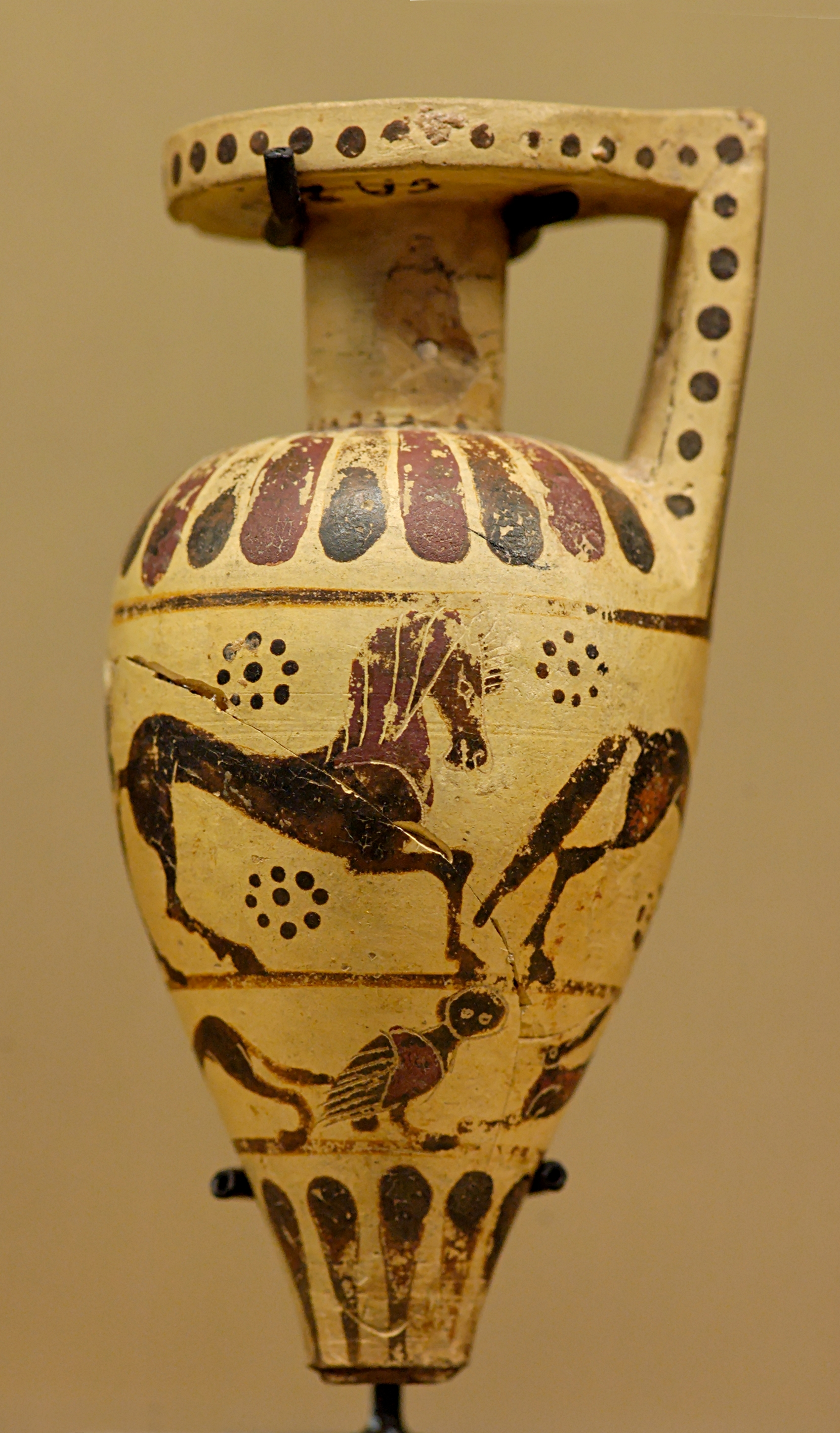
Aryballe à pointe
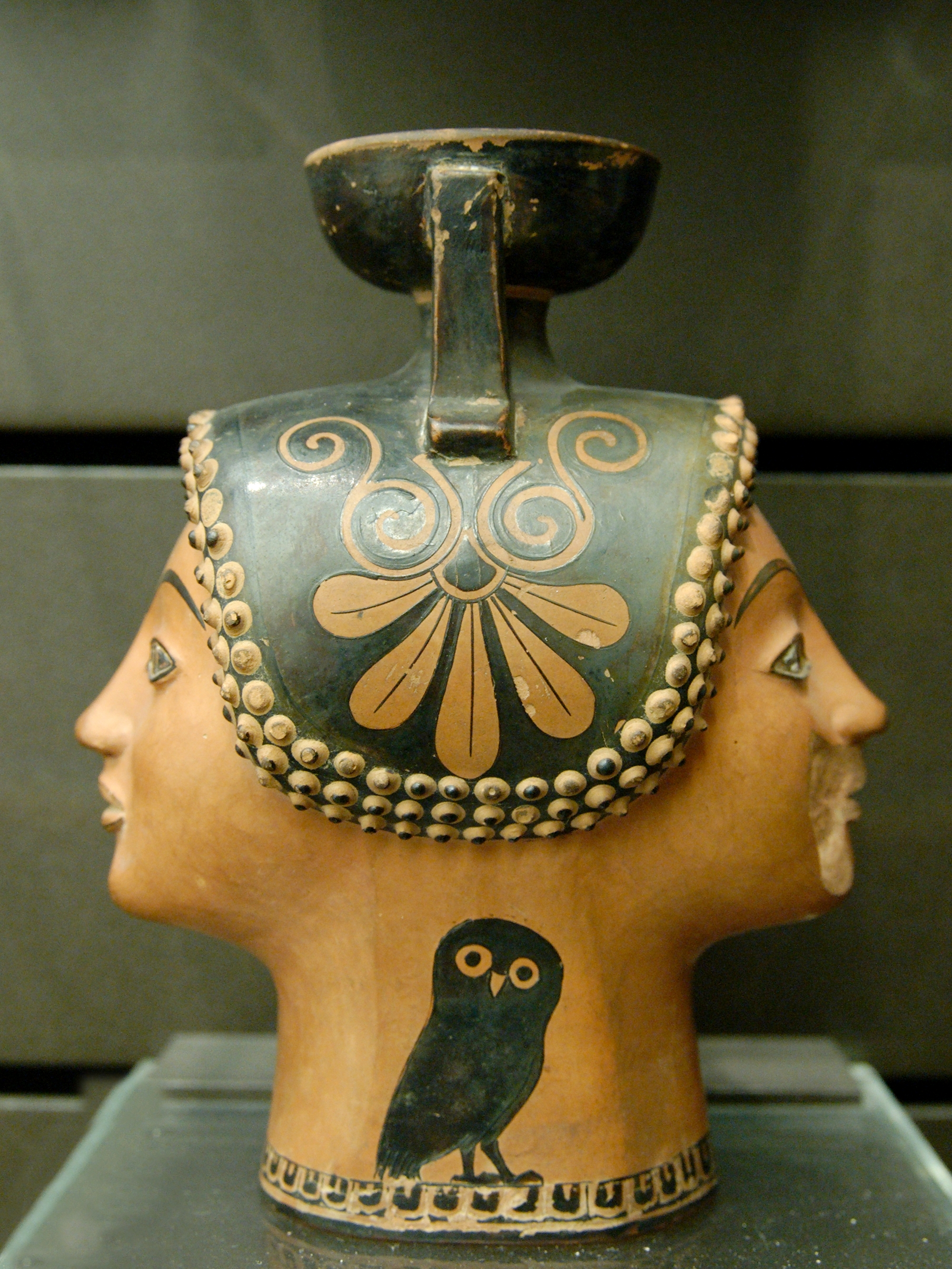
Aryballe plastique janiforme

#### Lécythe
Voir ci-dessous, dans les vases funéraires.

### Vases funéraires, cultuels

#### Kernos
Vase comprenant plusieurs récipients réunis, à fonction rituelle.

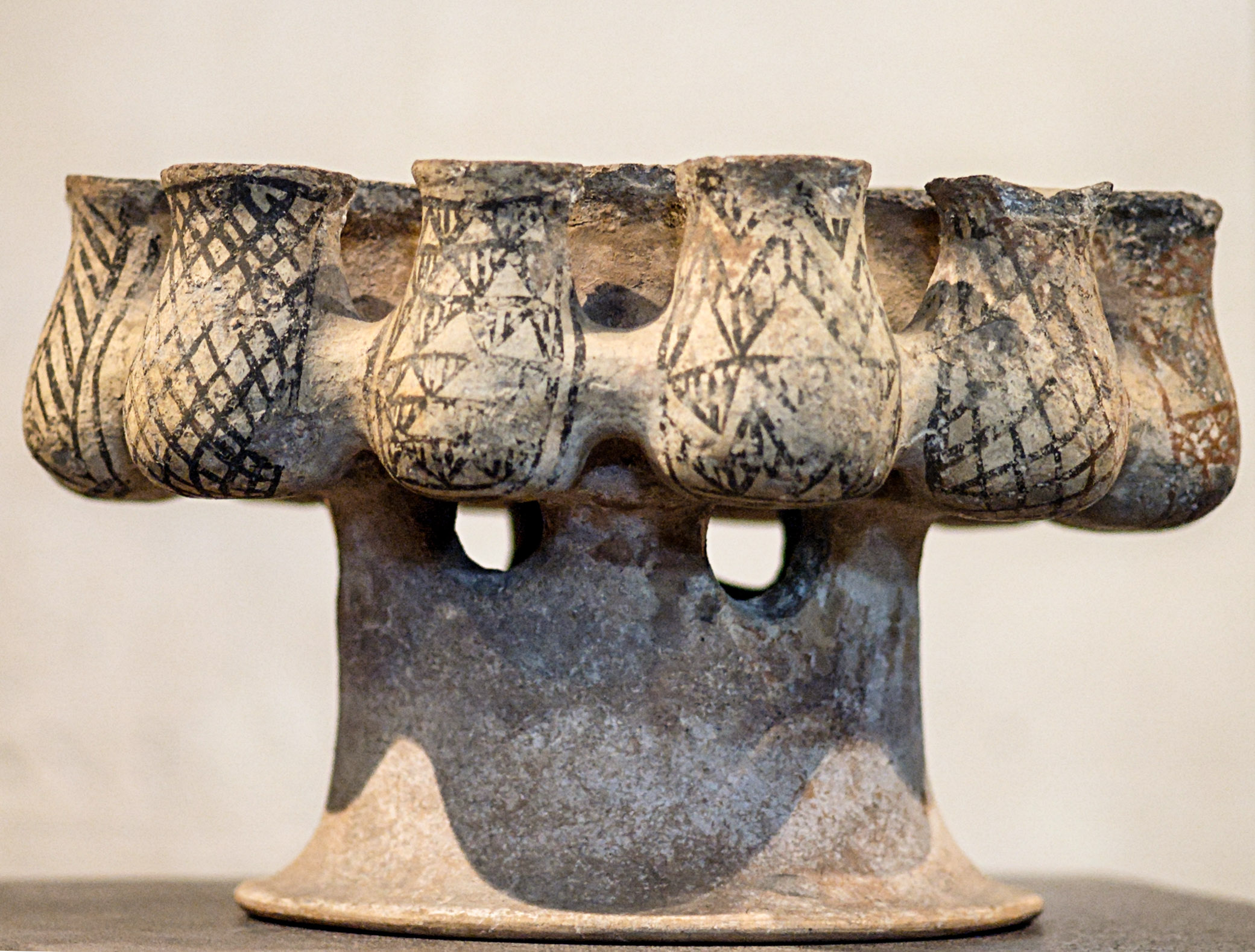
Kernos cycladique, c. -2000.
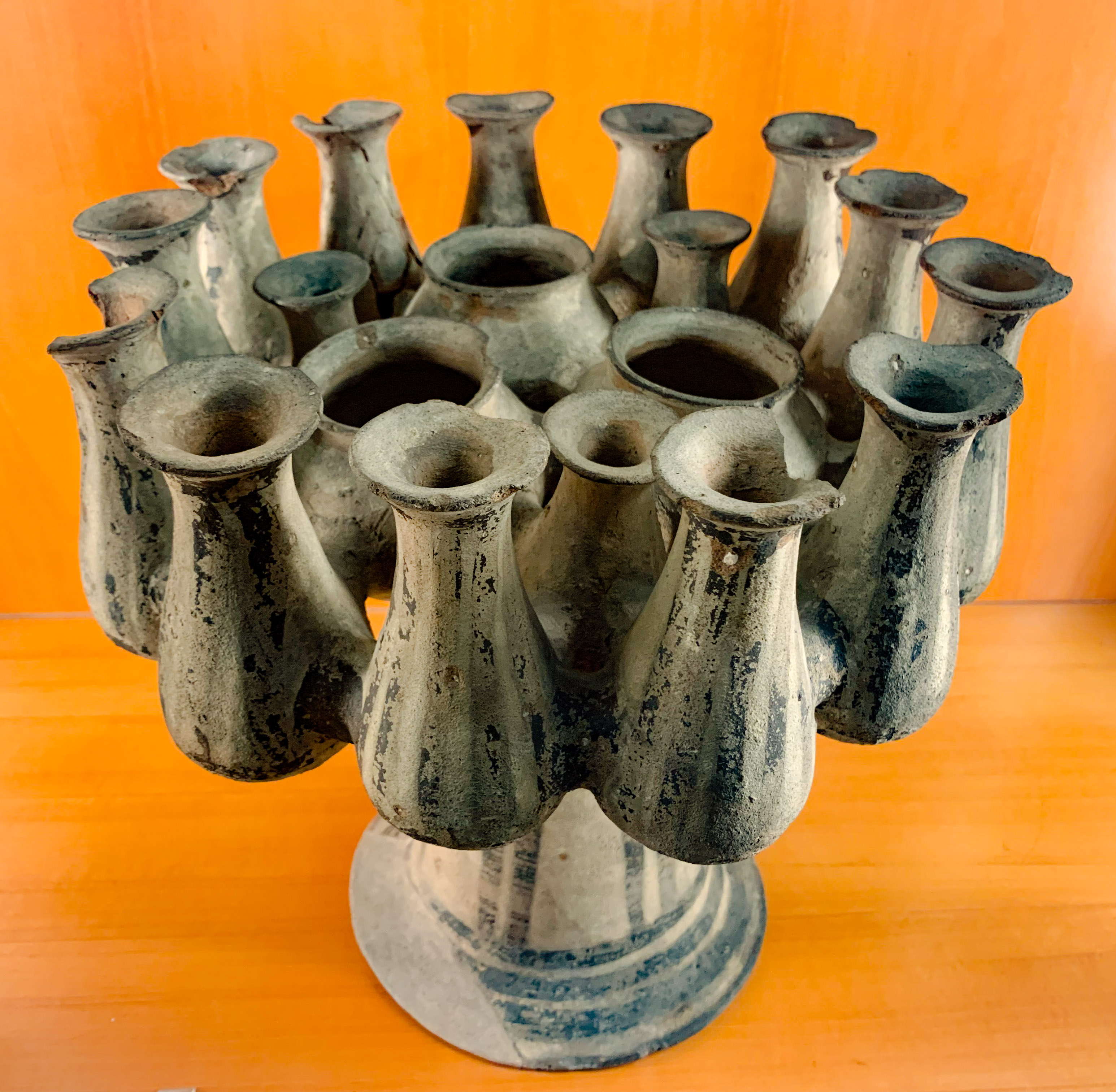
Kernos cycladique, c. -2200.

#### Lécythe
Le lécythe est un vase très élancé à une seule anse et à col étroit, contenant des huiles parfumées.

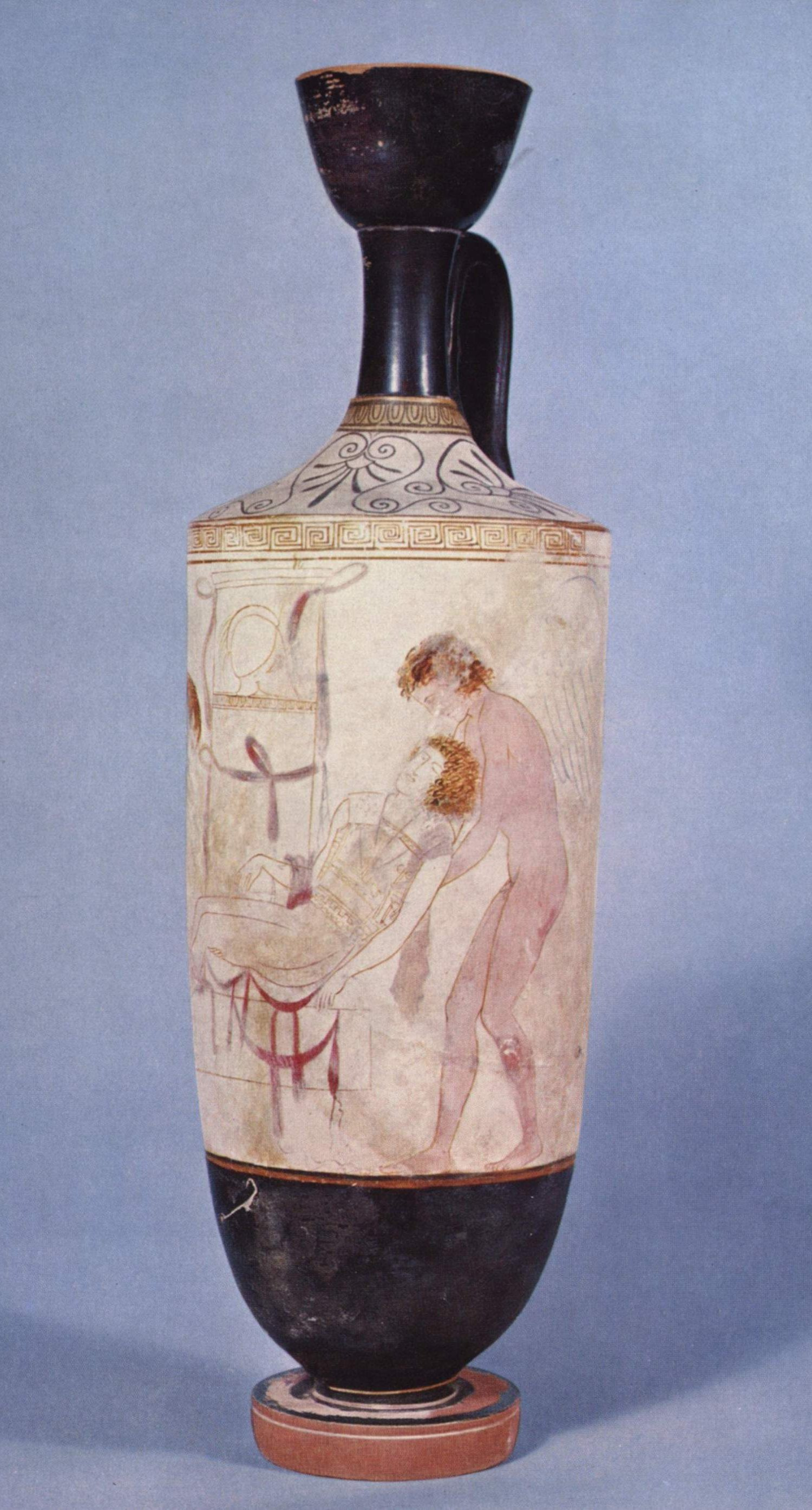
Hypnos et Thanatos emportant le corps d'un défunt, lécythe à fond blanc du peintre de Thanatos, c. -440.
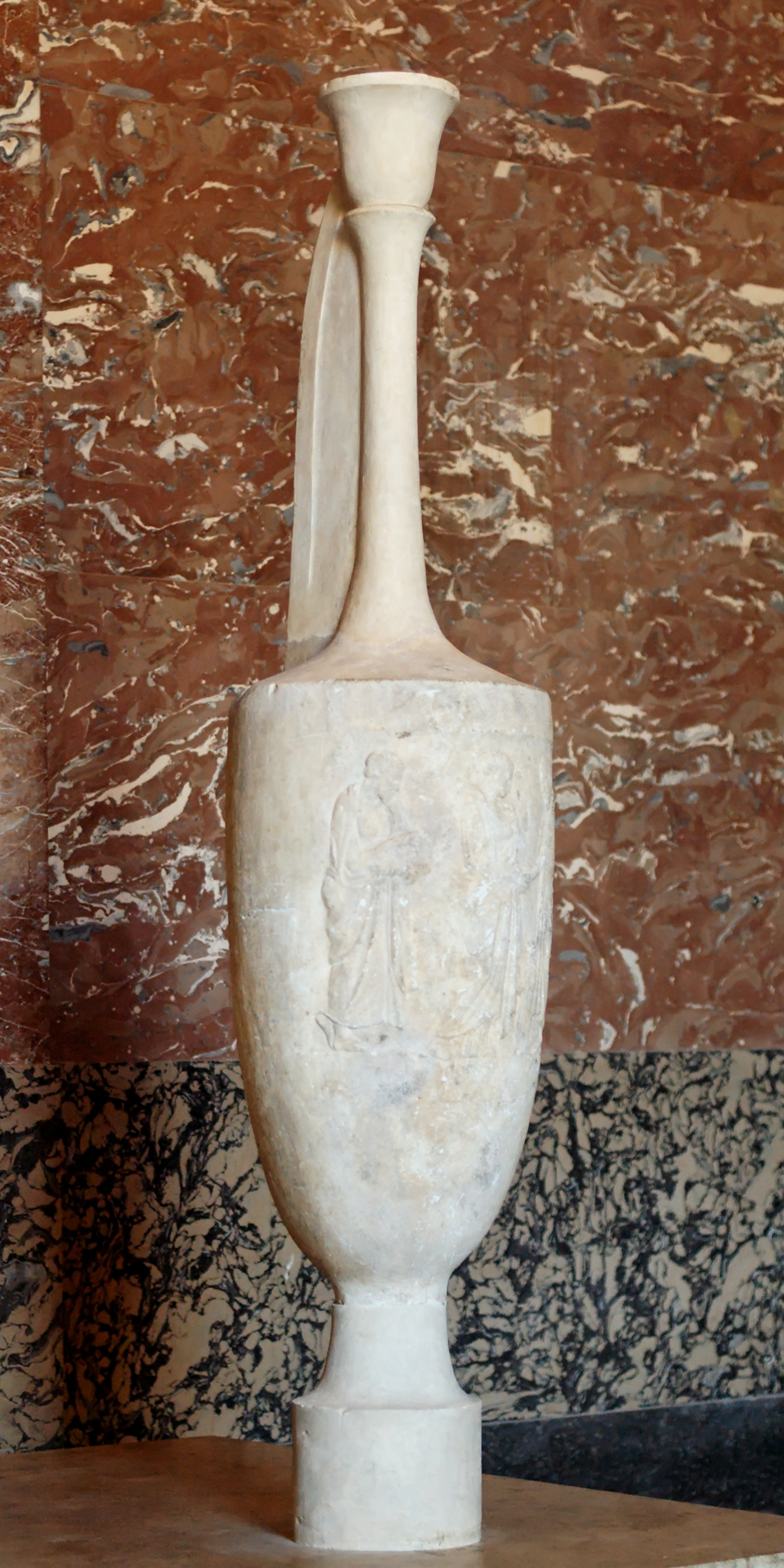
Grand lécythe funéraire en marbre, c. -400.

#### Loutrophore
La loutrophore  (voir plus haut) était utilisée pour contenir l'eau, lors des cérémonies de mariages.

#### Phiale
La phiale (φιάλη) est un récipient rituel, en céramique ou en métal.

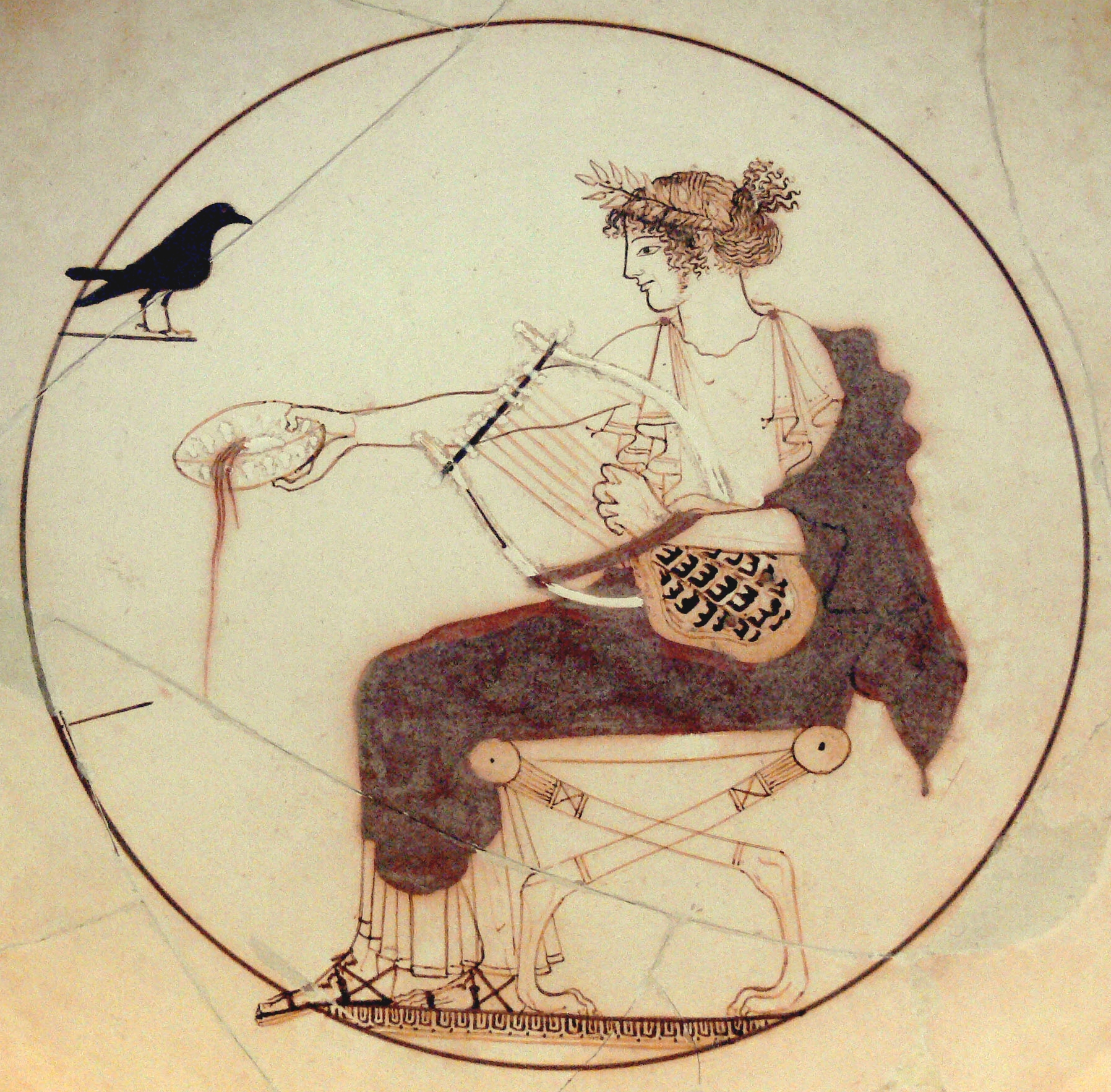
Apollon verse une libation avec une phiale (médaillon d'un kylix attique, -460).
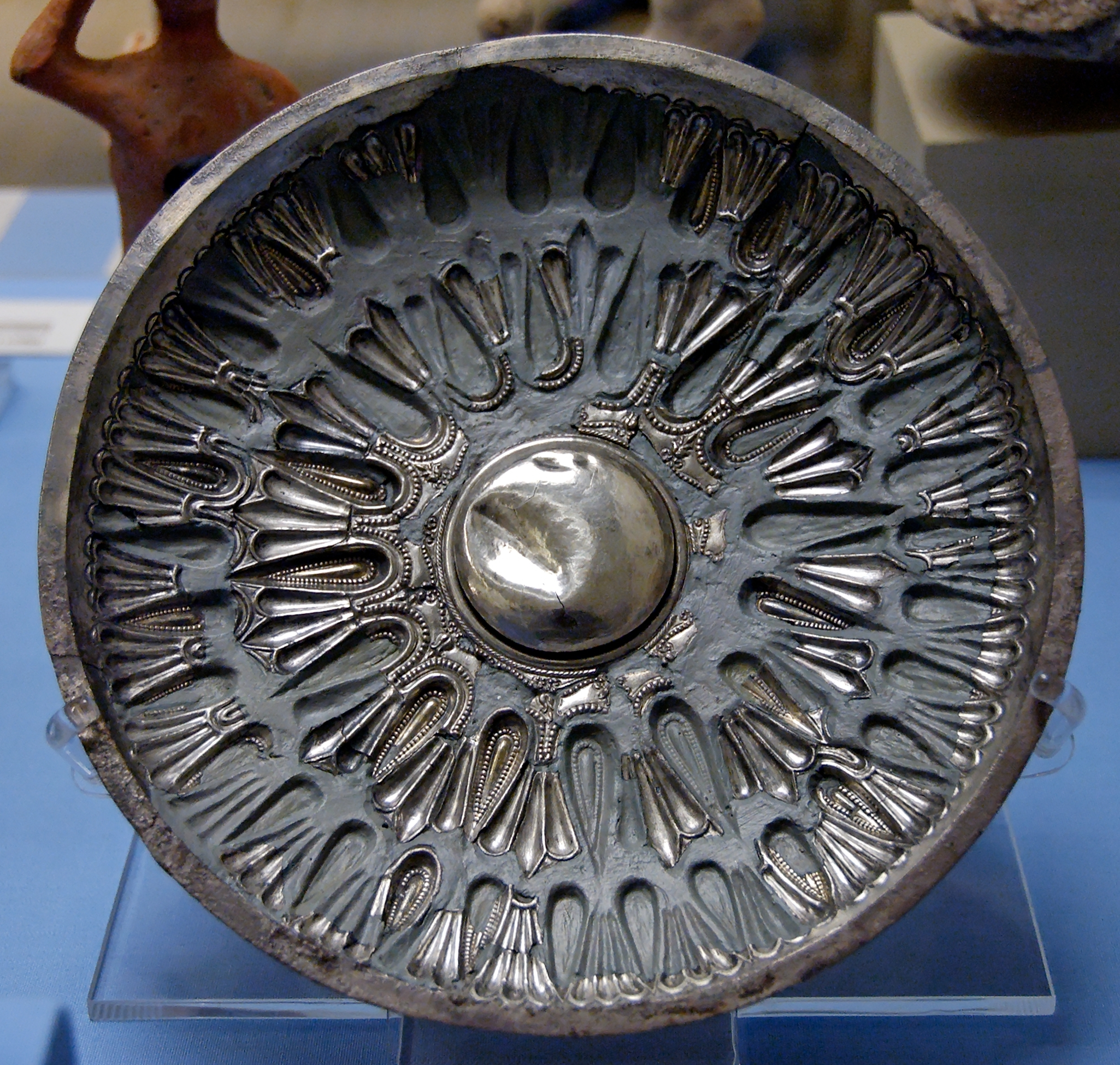
Phiale en argent de type perse, c. -350.

#### Rhyton
Vase à boire, servant aussi lors de libations (voir ci-dessus).

### Récipients divers

#### Pyxide
La pyxis ou pyxide est un petit vase rond, à fond plat (parfois pointu à l'époque géométrique, lorsque des trous permettaient de le suspendre), et généralement doté d'un couvercle. Il sert de boîtier ou de coffret à bijoux. Le Moyen Âge en a fait un coffret à hosties.

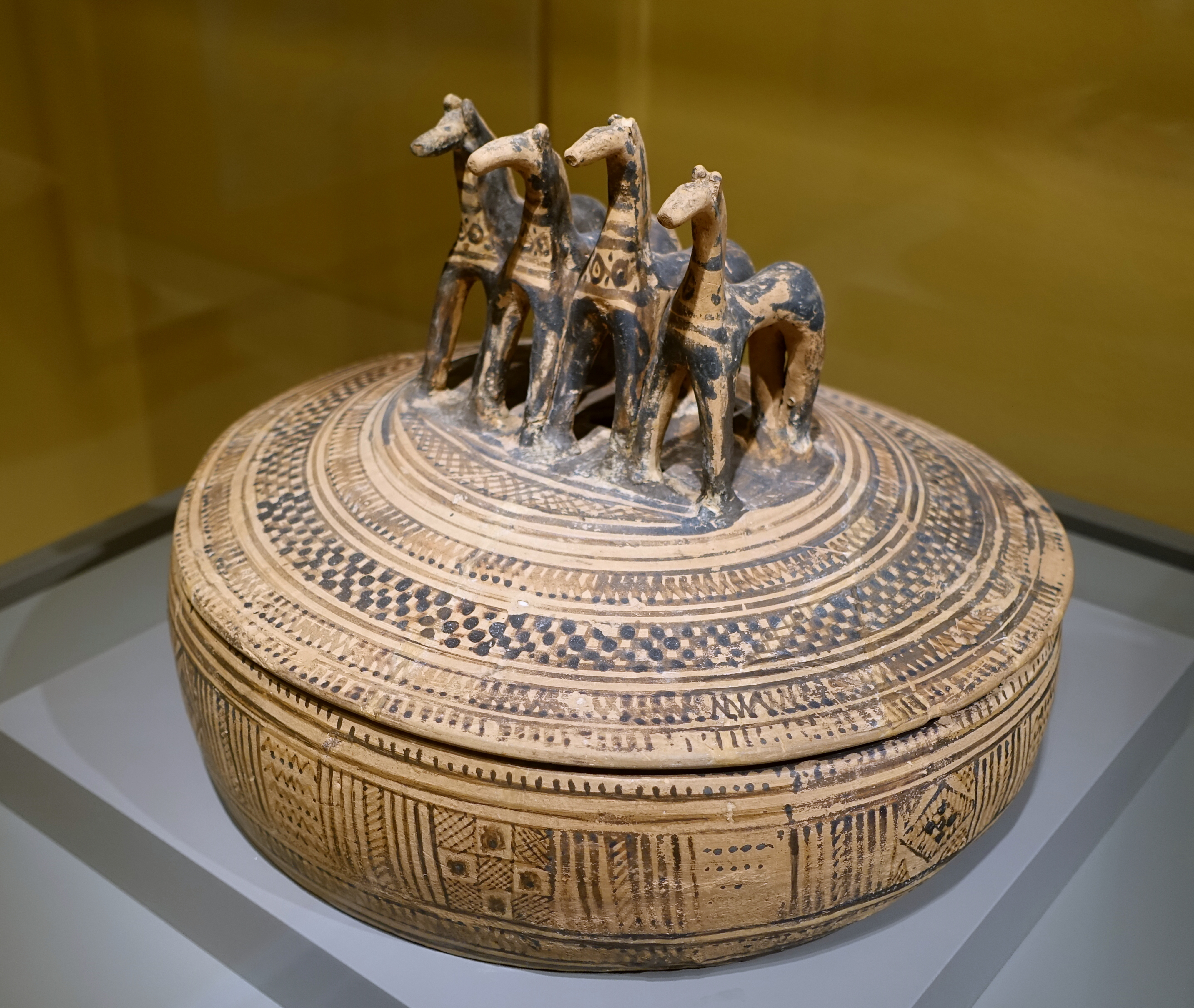
Pyxide à chevaux, époque géométrique, VIIIe siècle av. J.-C.
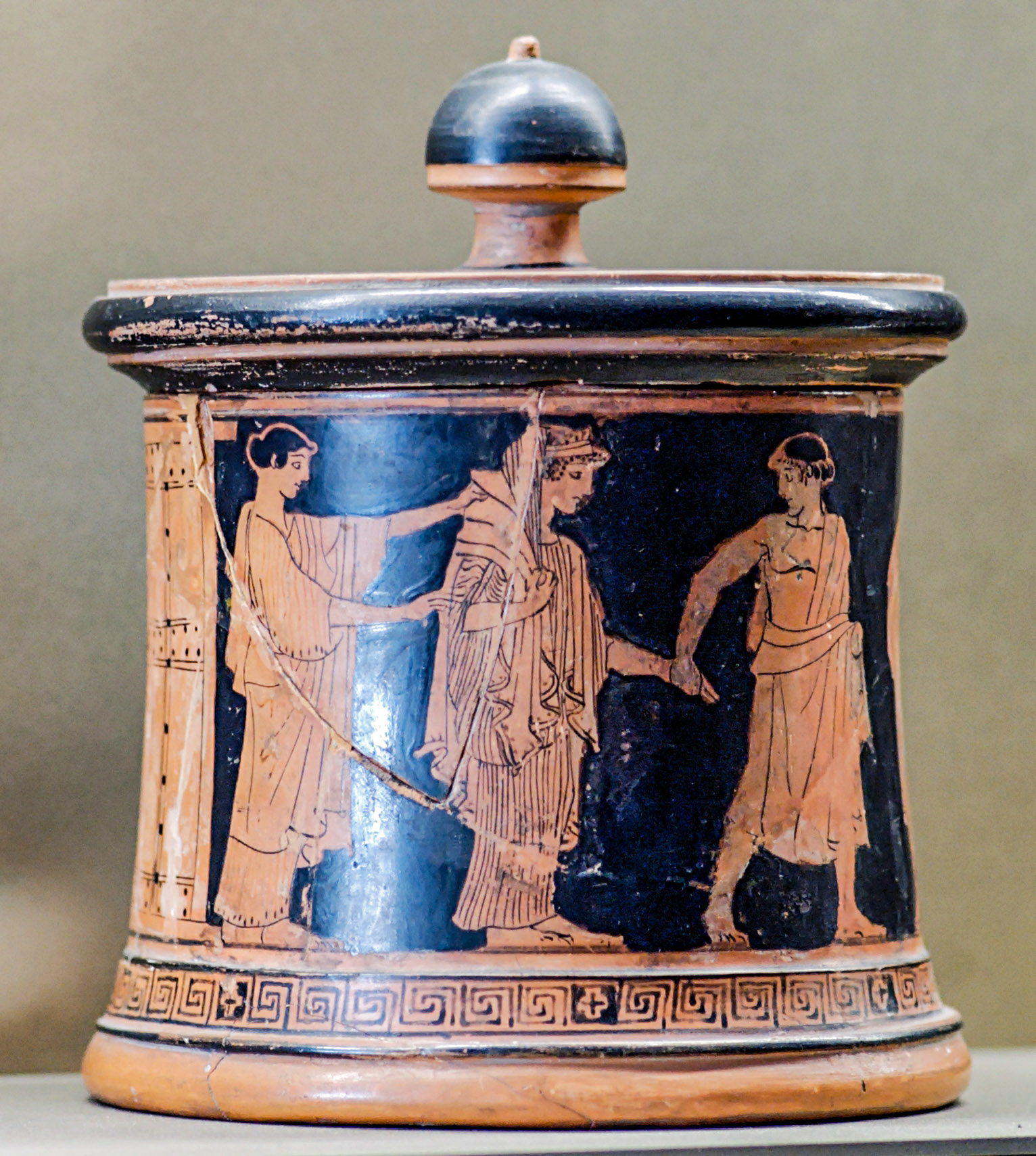
Pyxide du Peintre du Mariage (en), c. -470.
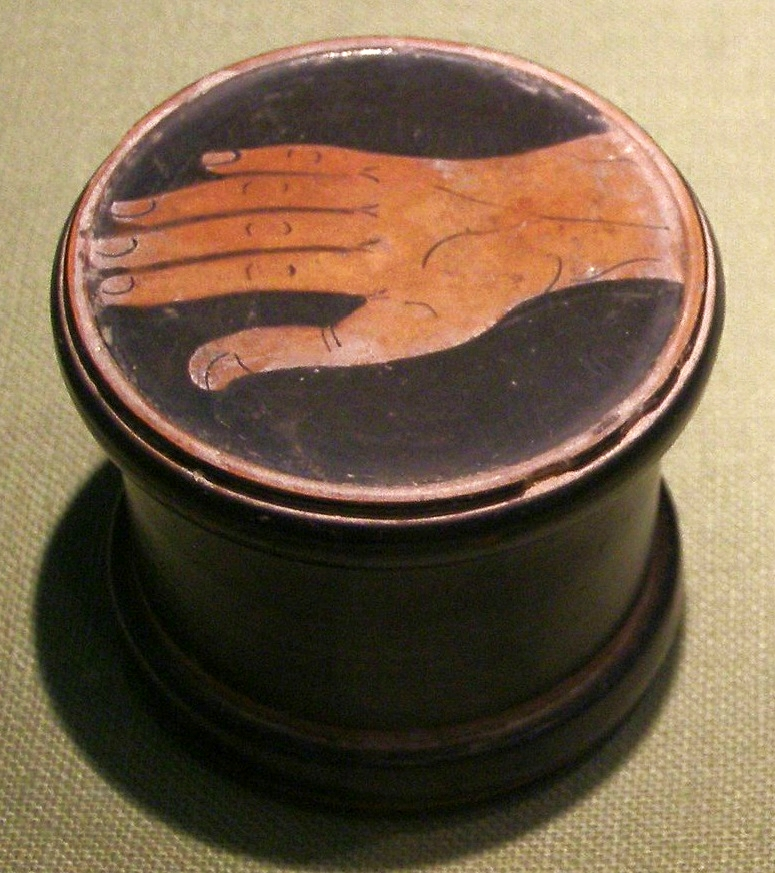
Pyxide athénienne à figures rouges, IVe siècle av. J.-C.